# Prince

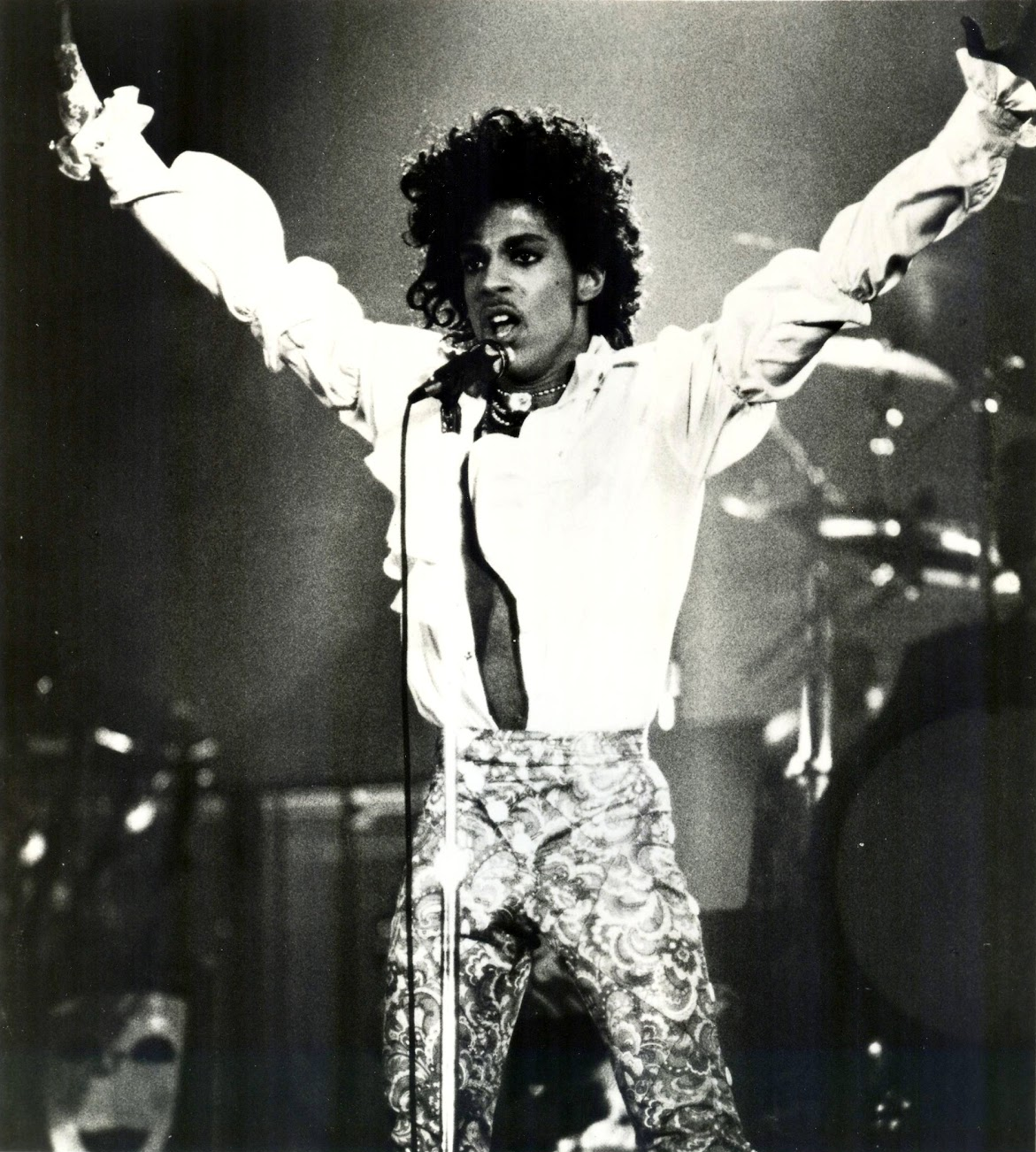
Prince, 1984

Prince Rogers Nelson (* 7. Juni 1958 in Minneapolis, Minnesota; † 21. April 2016 in Chanhassen, Minnesota) war ein US-amerikanischer Sänger, Komponist, Songwriter, Multiinstrumentalist, Musikproduzent und Schauspieler.
Er war ab 1978 im Musikgeschäft tätig. Vor allem in den 1980er Jahren beeinflusste er die internationale Musikszene, indem er unterschiedliche Musikgenres miteinander kombinierte. Die stilistische Bandbreite seiner Musik reichte von Contemporary R&B, Funk, Soul, Pop und Rock über Blues bis hin zum Jazz. Seine Liedtexte schrieb Prince selbst, zudem komponierte, arrangierte und produzierte er seine Songs. Außerdem spielte er Instrumente wie Akustische und E-Gitarre, E-Bass, Keyboard, Klavier sowie Schlagzeug. Bei den meisten seiner Studioaufnahmen spielte er alle Instrumente selbst.
Den internationalen Durchbruch schaffte Prince im Jahr 1984 mit der Single und dem Album Purple Rain zum gleichnamigen Film, in dem er auch die Hauptrolle spielt. Zu Lebzeiten wurden weltweit mehr als 100 Millionen seiner Tonträger verkauft und er gewann sieben Grammy Awards, 1985 einen Oscar sowie 2007 einen Golden Globe Award. 2004 wurde er in die Rock and Roll Hall of Fame aufgenommen. 
In den 1990er Jahren verfocht Prince entschieden die Rechte an seinem geistigen Eigentum, was er unter anderem durch seinen Widerstand gegen Tonträgerunternehmen zeigte. Aufgrund von Differenzen mit seiner damaligen Schallplattenfirma Warner Bros. Records legte er von 1993 bis 2000 seinen Künstlernamen ab. In dieser Zeit trug er statt eines aussprechbaren Namens ein Symbol als Pseudonym und wurde häufig als The Artist Formerly Known As Prince („Der Künstler, der früher als Prince bekannt war“) oder kurz TAFKAP bezeichnet. Nach dem Vertragsende mit Warner nannte sich der Musiker ab Mai 2000 wieder Prince.
Anfang des 21. Jahrhunderts grenzte er sich zunehmend von der Musikindustrie ab und wählte unkonventionelle Vertriebskanäle für seine Tonträger; einige seiner Alben waren zeitweise nur über das Internet oder als Zeitungsbeilage erhältlich.
Postum würdigten unter anderem Barack Obama, Bono, Bruce Springsteen, Elton John, Madonna, Mark Knopfler, Michael Jordan und Mick Jagger die Karriere von Prince. Seit 2017 werden sämtliche Tonträger-Veröffentlichungen des Musikers offiziell von The Prince Estate („Der Prince-Nachlass“) verwaltet. Im Jahr 2025 erhielt Prince den Grammy Lifetime Achievement Award für sein Lebenswerk.

## Leben

### Kindheit und Jugend
Prince Rogers Nelson wurde 1958 in Minneapolis geboren. Benannt wurde er nach dem Bühnennamen „Prince Rogers“ seines Vaters John Lewis Nelson (* 29. Juni 1916; † 25. August 2001), der hauptberuflich Angestellter der Firma Honeywell International in Minneapolis war und in seiner Freizeit auf einer lokalen Bühne als Jazz-Pianist mit seiner Band The Prince Rogers Trio auftrat.
Bei einem seiner Auftritte im Jahr 1956 in Minneapolis hatte Nelson die Jazzsängerin Mattie Della Shaw (* 11. November 1933; † 15. Februar 2002) kennengelernt, die schwarze und weiße Vorfahren hatte. Er engagierte sie als Sängerin in seiner Jazz-Band, und am 31. August 1957 heirateten die beiden. Aus erster Ehe mit seiner Frau Vivian (* 1920; † 1973) brachte Nelson drei Töchter und einen Sohn mit. Auch Mattie Shaw hatte bereits einen Sohn (* 1953; † 2019) mit ihrem ersten Ehemann (* 1918; † 1992).

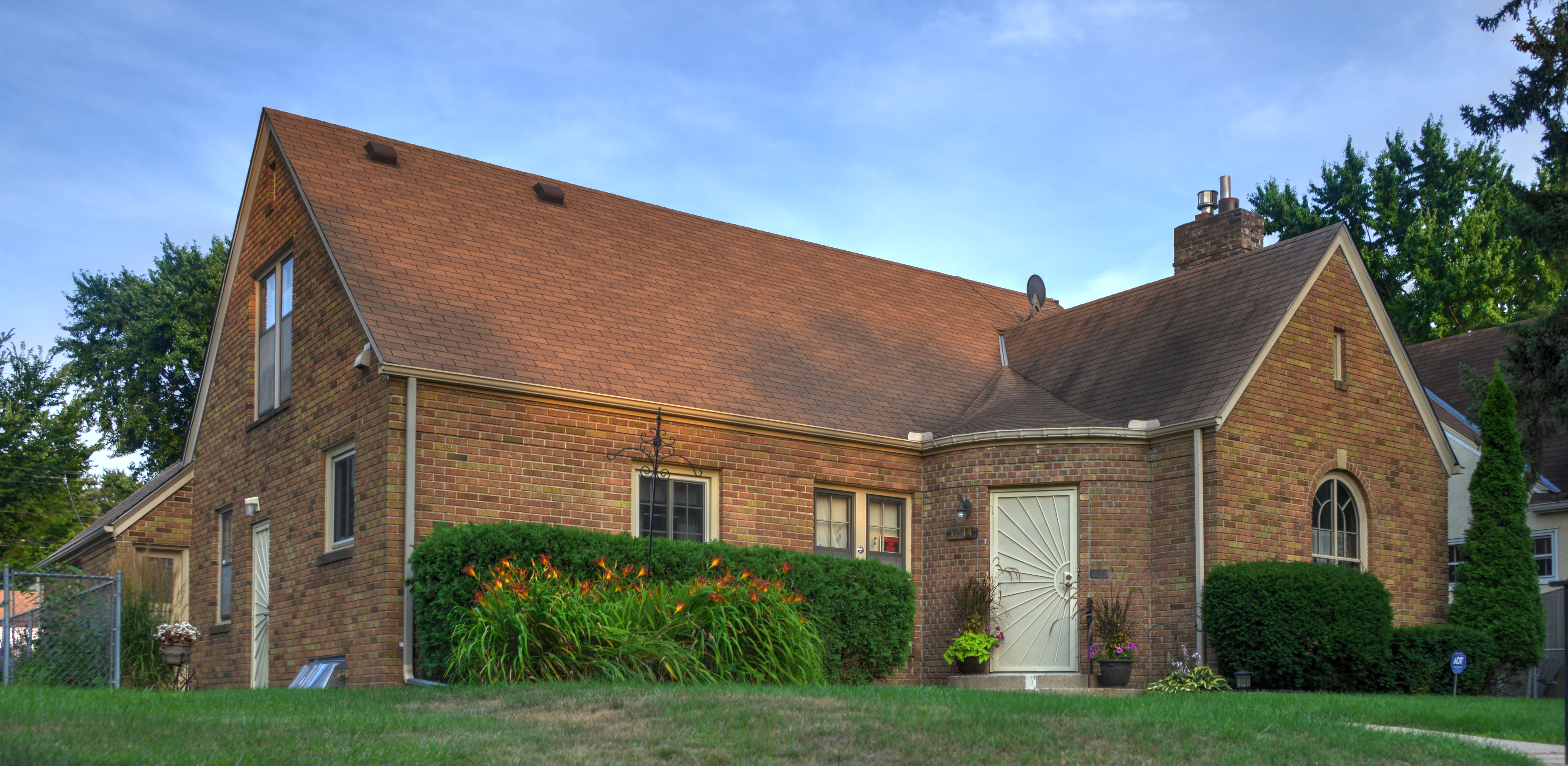
Das Haus (2017) der Familie Anderson, in dem Prince von 1973 bis 1976 wohnte

In einem späteren Interview erklärte John L. Nelson, er habe den ersten Sohn in seiner zweiten Ehe Prince genannt, damit dieser das verwirklichen könne, was Nelson sich selbst vorgenommen hatte. Am 18. Mai 1960 bekamen die Nelsons noch eine gemeinsame Tochter mit Namen Tyka Evene († 4. November 2024).
Das Ehepaar lebte mit sieben Kindern aus drei verschiedenen Beziehungen gemeinsam in einem Haus in Minneapolis, bis es sich 1965 räumlich trennte und am 24. September 1968 scheiden ließ. John L. Nelson zog aus, und Prince blieb bei seiner Mutter, die ab 1967 mit Hayward Julius Baker (* 23. September 1915; † 29. Dezember 2010) liiert war und ihn später heiratete. „Ich konnte ihn von Anfang an nicht leiden“, sagte Prince über seinen Stiefvater in einem späteren Interview. Im Oktober 1970 bekamen Mattie Shaw und Baker einen gemeinsamen Sohn, der damit zu den insgesamt sechs Halbgeschwistern von Prince zählt.
Wegen Streitigkeiten mit Baker zog Prince 1970 im Alter von zwölf Jahren zu seinem leiblichen Vater. Doch John L. Nelson verbannte seinen Sohn 1972 aus dem Haus, weil dieser sich mit einem Mädchen getroffen hatte. Fortan wohnte Prince bei seiner Tante, der Schwester von Nelson, bis er schließlich 1973 von Bernadette Anderson (* 1932; † 2003) aufgenommen wurde. Diese war geschieden und hatte ebenfalls sechs Kinder. Ihren Sohn André Simon Anderson (* 1958), der sich später André Cymone nannte, hatte Prince bereits 1965 in der Schule kennengelernt.
Im Juni 1976 bestand Prince seine Abschlussprüfung an der Central High School, und im Dezember 1976 bezog er im Alter von 18 Jahren seine erste eigene Wohnung in Minneapolis.

### Familie

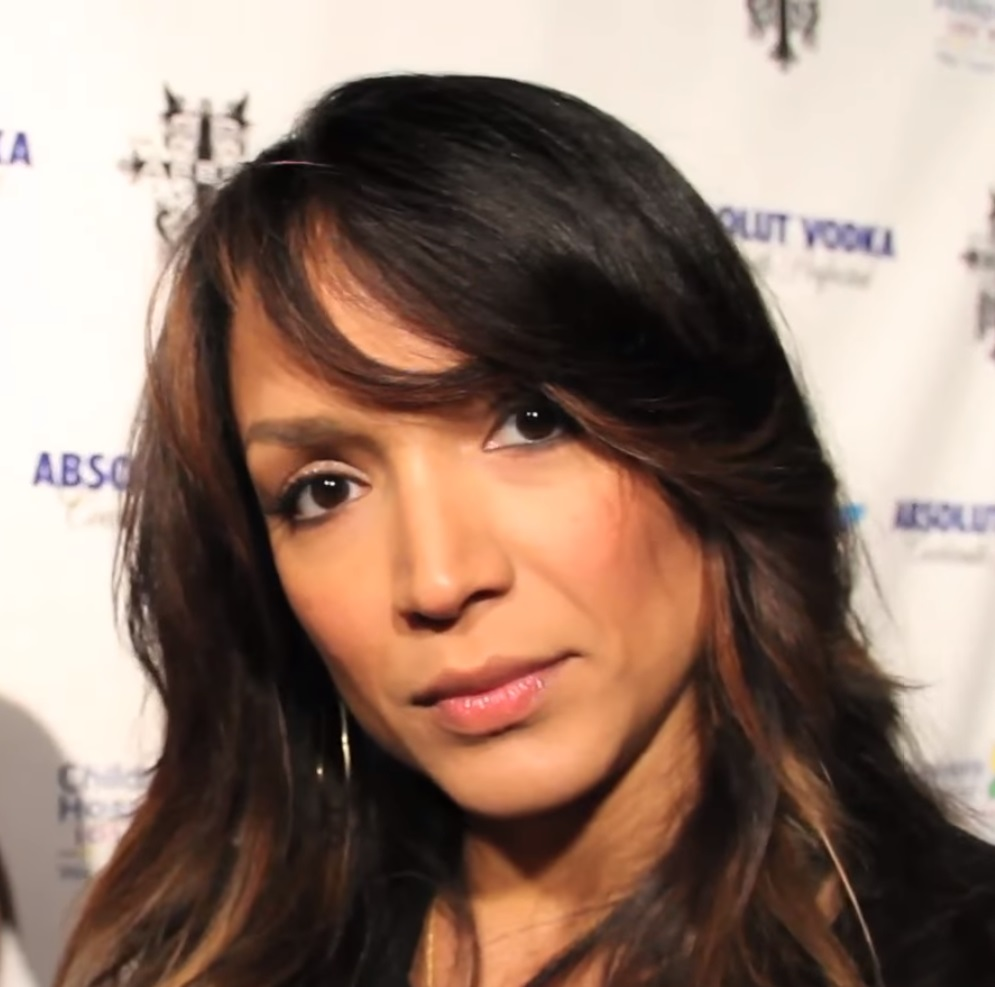
Mayte Garcia, 2013

Von August 1985 bis Ende April 1986 war der 160 cm große Sänger Prince mit Susannah Melvoin verlobt und wohnte mit ihr in Chanhassen in Minnesota. Ab 1987 war er mit Sheila E. verlobt, die die Beziehung 1988 beendete. Die Partnerschaft und die Verlobung hielt das Paar damals geheim. Erst im September 2014 machte Sheila E. in ihrer Autobiografie beides öffentlich.
Am 8. August 1990 lernte Prince bei seiner Nude-Tour in Mannheim die 15 Jahre jüngere Tänzerin Mayte Garcia kennen. Mit der damals minderjährigen Garcia stand Prince anschließend permanent in Verbindung; er integrierte sie 1992 als Tänzerin und Hintergrundsängerin in seine Begleitband The New Power Generation. Am 14. Februar 1996 heirateten die beiden in Minneapolis, und aus der Ehe stammte ein Sohn, der am 16. Oktober 1996 in Minneapolis geboren wurde. Das Kind war eine Frühgeburt, litt am Pfeiffer-Syndrom Typ 2 mit körperlichen und geistigen Behinderungen und starb nach einer Woche am 23. Oktober 1996. Im August 1997 war Garcia erneut schwanger, erlitt aber drei Monate später eine Fehlgeburt.
Im Sommer 1998 trennten sich Prince und Garcia, die nach Marbella in ein Herrenhaus zog, das Prince ihr gekauft hatte. Im Mai 2000 wurde die Ehe geschieden.
Das zweite Mal heiratete Prince am 31. Dezember 2001 auf Hawaii, diesmal die Kanadierin Manuela Testolini (* 19. September 1976), die er 1997 auf seiner damaligen Love-4-One-Another-Charities-Tour kennengelernt hatte, bei der sie als Beraterin arbeitete. Die Ehe blieb kinderlos und am 24. Mai 2006 reichte Testolini die Scheidung ein, die im Oktober 2007 vollzogen wurde.
Von Herbst 2014 bis zu seinem Tod war Prince mit der Sängerin Judith Hill (* 1984) liiert, was Hill erst am 16. Juni 2016 – zwei Monate nach Prince’ Tod – bekanntgab. Meldungen und Berichte, die sein Privatleben betrafen, kommentierte Prince ausgesprochen selten und schirmte es rigoros ab.

### Tod

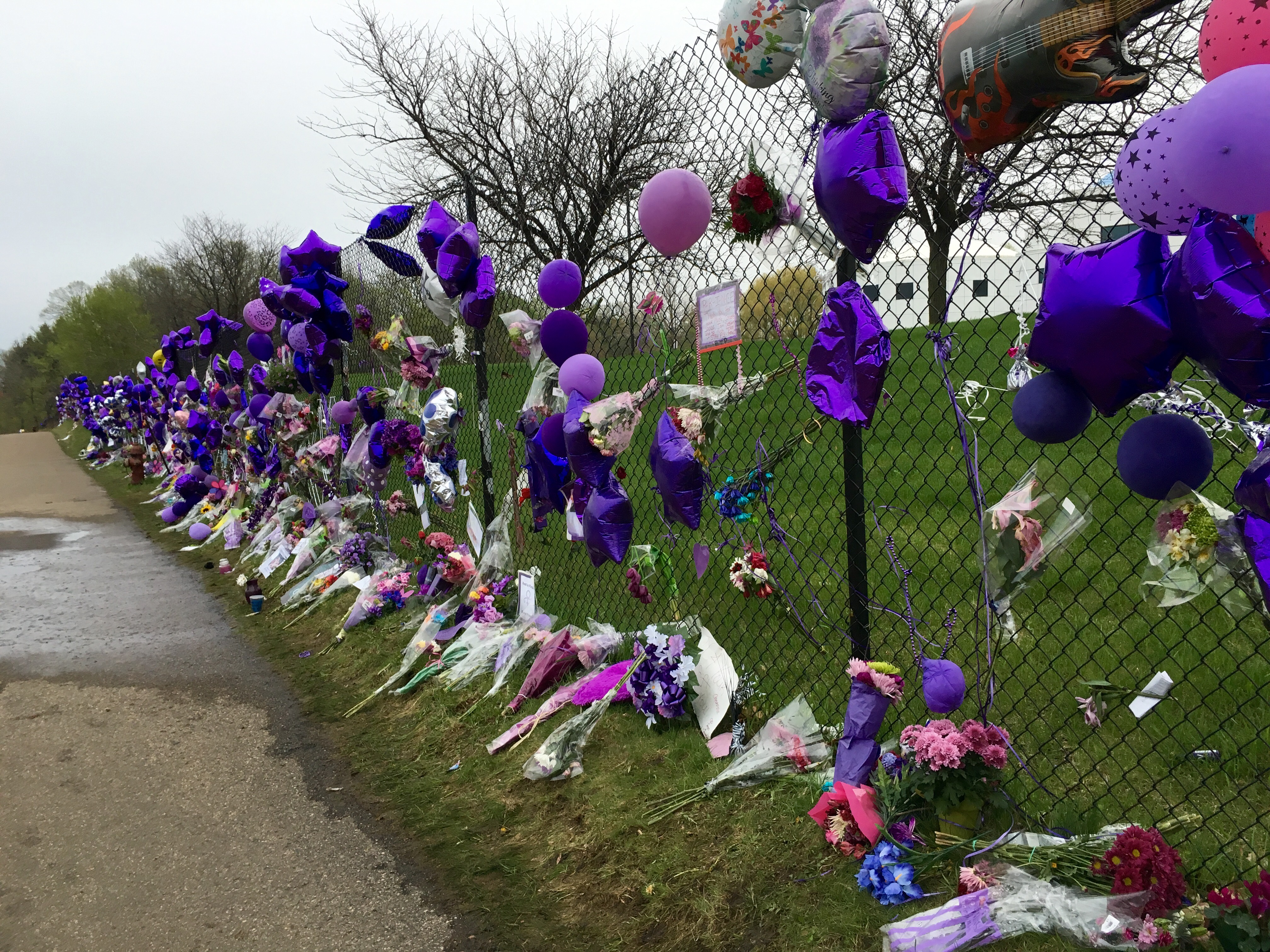
Unmittelbar nach Prince’ Tod schmückten Fans den Zaun vom Paisley Park Studio, 26. April 2016

Am Abend des 14. April 2016 beendete Prince sein zweites Konzert an diesem Tag im Fox Theatre in Atlanta in Georgia. Auf dem nächtlichen Heimflug verlor er das Bewusstsein und sein gemieteter Privatjet machte um 01:00 Uhr in Moline in Illinois eine Notlandung, etwa 60 Flugminuten vor der geplanten Ankunft in seiner Heimatstadt Minneapolis. Er hatte eine Überdosis des Schmerzmittels Percocet eingenommen, ein Kombinationspräparat aus Oxycodon – einem starken Opioid – und Paracetamol, worauf ihm Rettungspersonal noch auf dem Flugplatz den Opioidantagonisten Naloxon als Gegenmittel verabreichte. Anschließend wurde er in ein Krankenhaus eingeliefert. Er war laut The New York Times seit Jahren medikamentenabhängig und Sheila E. sagte nach Prince’ Tod, als Folge von jahrelangem Tanzen in High Heels habe er an Hüft- und Knieschmerzen gelitten.
Prince verließ das Krankenhaus in Moline am Morgen des 15. April und flog zurück nach Minneapolis. Am 20. April kontaktierte sein Management aufgrund eines „schweren medizinischen Notfalls“ den in Kalifornien ansässigen Arzt Howard Kornfeld, der auf Patienten mit einer Medikamentenabhängigkeit spezialisiert ist. Da Kornfeld verhindert war, flog sein Sohn Andrew, Mitarbeiter und damals Medizinstudent, nach Minneapolis, um Prince am folgenden Tag zu besuchen.
Am 21. April 2016 wurde Prince in seinem Paisley Park Studio in Chanhassen in einem Fahrstuhl von seinem persönlichen Assistenten und Mitarbeiter Kirk Johnson leblos aufgefunden, worauf Andrew Kornfeld den Rettungsdienst alarmierte. Der Versuch einer Wiederbelebung blieb erfolglos, und Prince wurde um 10:07 Uhr Ortszeit für tot erklärt. Er wurde 57 Jahre alt.
Am nächsten Tag wurde der Leichnam eingeäschert. Prince’ Urne ist als Miniaturmodell seines Paisley Park Studios gestaltet, dekoriert mit dem lilafarbenen Symbol, das er von 1993 bis 2000 als Künstlernamen trug. Die Urne befindet sich im Paisley Park Studio, kann aber nicht mehr offiziell besichtigt werden.
Am 2. Juni 2016 veröffentlichten die in Minnesota zuständigen Rechtsmediziner den Obduktionsbericht; als Todesursache wurde eine Überdosis des Schmerzmittels Fentanyl festgestellt, die sich Prince selbst verabreicht hatte. Der Tod des Musikers wird als Unfall bezeichnet. Im August 2016 gaben Ermittler bekannt, bei einer Durchsuchung am 21. April 2016 im Paisley Park Studio Tabletten gefunden zu haben, bei denen es sich laut Aufdruck auf der Medikamentenverpackung um das Schmerzmittel Hydrocodon handelte; tatsächlich enthielten die Tabletten aber das weitaus stärkere Opioid Fentanyl, für das Prince kein Rezept gehabt habe. Ärzte stellten ihm Rezepte nicht unter seinem Realnamen aus, sondern benutzten einen Decknamen, um seine wahre Identität zu verschleiern. Die Beweislage besagt, nichts deute darauf hin, dass Prince wissentlich Fentanyl eingenommen habe. Woher der Musiker die gefälschten Schmerzmittel erhalten habe, konnte nicht geklärt werden.
Zwei Jahre nach Prince’ Tod beendete die Staatsanwaltschaft am 19. April 2018 ihre Ermittlungen ohne Anklage; es seien keine Beweise für ein bösartiges Motiv, eine Straftat, Vorsatz oder Komplott gefunden worden. Nach Abschluss der staatsanwaltlichen Ermittlungen reichte Prince’ Familie gegen die behandelnden Ärzte des Musikers Klagen ein, die aber alle Ende 2019 von den US-Gerichten abgewiesen wurden.

### Nachlass
Da Prince kein Testament verfasst hatte, wurden im Mai 2017 seine leibliche Schwester Tyka Evene Nelson (* 18. Mai 1960; † 4. November 2024) sowie seine damals noch fünf lebenden Halbgeschwister Sharon Louise Nelson (* 1940), Norrine Patricia Nelson (* 1941), John Rodger Nelson (* 13. Januar 1945; † 3. September 2021), Alfred Frank Alonzo Jackson Jr. (* 6. Juli 1953; † 29. August 2019) und Omarr Julius Baker (* 1970) per Gerichtsbeschluss als Erben bestimmt.
Doch über Prince’ Nachlass entstand ein Rechtsstreit, der sowohl den Immobilienbesitz als auch den Wert seines Musikkatalogs sowie Aufnahmen mit unveröffentlichten Tonträgern umfasste. Vor allem die Comerica Bank & Trust, zuständiges Nachlassgericht für den Prince-Nachlass, und die Bundessteuerbehörde der Vereinigten Staaten Internal Revenue Service konnten sich nicht auf eine einheitliche Summe einigen. Dabei wurden die drei jüngeren Geschwister Tyka Nelson, Alfred Jackson und Omarr Baker durch den US-Musikverlag Primary Wave vertreten, da dieser im Sommer 2020 alle oder die meisten Interessen von den dreien aufkaufte und somit einen Anteil von 42 Prozent besitzt.
Die drei älteren Geschwister Sharon Nelson, Norrine Nelson und John Rodger Nelson wurden von Charles F. Spicer Jr, einem gerichtlich bestellten Berater sowie Regisseur und Musikproduzent, und Rechtsanwalt L. Londell McMillan (* 1966) vertreten, der in den 1990er und 2000er Jahren mit Prince zusammenarbeitete und ihn in rechtlichen Fragen beriet.
Im Januar 2022 einigten sich alle Parteien schließlich auf eine Summe von 156,4 Millionen US-Dollar (damals ungefähr 140 Millionen Euro). Eigentlich sollte das Vermögen zwischen Primary Wave und Prince’ drei ältesten Geschwistern oder deren Familien aufgeteilt werden. Doch im Januar 2024 reichten Charles F. Spicer und L. Londell McMillan eine Klage gegen Norrine und Sharon Nelson ein, weil die beiden Schwestern von Prince auf unzulässige Weise versucht haben, Spicer und McMillan aus dem Prince-Nachlass als Manager zu drängen. Zudem beinhaltet die Klage Sharon Nelsons Bemühungen, ihre Autorität über Prince’ Wohnsitz Paisley Park Studio, der zum Museum umfunktioniert wurde, geltend zu machen, wo sie „(erfolglos) versuchte, das gesamte Personal von Paisley Park durch Personen ihrer Wahl zu ersetzen und die Leitung von Paisley Park zu übernehmen“. Die gesamte Klage bezieht sich aber nur auf einen etwa 50-prozentigen Anteil am Prince-Nachlass, der Anteil von Primary Wave ist nicht in den Rechtsstreit involviert.
Am 5. Juli 2024 wies eine Richterin in Delaware, wo die Klage von Spicer und McMillan eingereicht wurde, die Anträge der Erben ab, was einen weiteren Rechtsstreit um den Nachlass von Prince zur Folge haben könnte.

## Karriere

### Musikalische Anfänge
Als Prince’ Vater John L. Nelson 1965 von seiner Familie wegzog, ließ er sein Klavier im Haus zurück. Prince nutzte das, um selbst Klavierspielen zu lernen. Als er ab 1973 in der Familie von André Anderson wohnte, unternahmen die beiden Jugendlichen viel zusammen und lernten E-Bass, Gitarre, Keyboards, Schlagzeug und später auch Synthesizer spielen. Zusammen mit einem Cousin zweiten Grades von Prince gründeten sie ihre erste Band Phoenix. Sie wurde nach einem Album aus dem Jahr 1972 der Band Grand Funk Railroad benannt, und Prince übernahm den Gesang und spielte E-Gitarre, wobei er ein Telecaster-Modell der Marke Hohner bevorzugte. Nachdem Phoenix in Soul Explosion umbenannt worden war, wurde im Jahr 1974 Grand Central Corporation der neue Name der Band. Sie coverte Songs bekannter Interpreten. Das Schlagzeug bei Grand Central Corporation übernahm noch im selben Jahr Morris Day, der später Frontsänger der Band The Time wurde. 1975 wurde Prince von dem Musiker Pepé Willie (* 22. Juli 1948; † 1. Juni 2025) als Studiomusiker engagiert und nahm mit dessen Band 94 East diverse Songs auf, die aber erst 1986 auf dem Album Minneapolis Genius veröffentlicht wurden.
Im Frühjahr 1976 wurde Grand Central Corporation in Shampayne umbenannt und Prince nahm mit der Band im Studio MoonSound in Minneapolis weitere Songs auf. Dieses Studio gehörte dem gebürtigen Engländer Chris Moon (* 1952), der Gedichte und Texte schrieb, die er vertonen wollte. Prince half ihm dabei und durfte im Gegenzug kostenlos seine eigene Musik im Studio MoonSound aufnehmen. Dadurch konnte er sein Wissen in Tontechnik weiterentwickeln und sich auch als Musiker fortbilden. Die Band Shampayne löste sich in dieser Zeit auf. Chris Moon riet Prince dazu, seinen Nachnamen Nelson abzulegen und unter dem Künstlernamen „Prince“ aufzutreten. Jedoch lehnte Moon ab, Manager von Prince zu werden. Stattdessen kontaktierte er Owen Husney (* 1947), Besitzer einer Werbeagentur in Minneapolis, und spielte ihm Songs von Prince vor. Im Dezember 1976 wurde Husney per Vertrag der erste Manager von Prince, und Anfang April 1977 flogen die beiden nach Kalifornien. Dort hatte Husney Treffen mit Vertretern von diversen Tonträgerunternehmen organisiert, um einen Künstlervertrag für Prince abzuschließen. Am 25. Juni 1977 unterzeichnete Prince bei Warner Bros. Records seinen ersten Vertrag, der ihm unter anderem ein Budget von 180.000 US-Dollar für die ersten drei Alben zusicherte. Bei Warner Bros. Records stand Prince bis zum 31. Dezember 1999 unter Vertrag.

### Die ersten Schritte im Musikgeschäft (1978–1981)

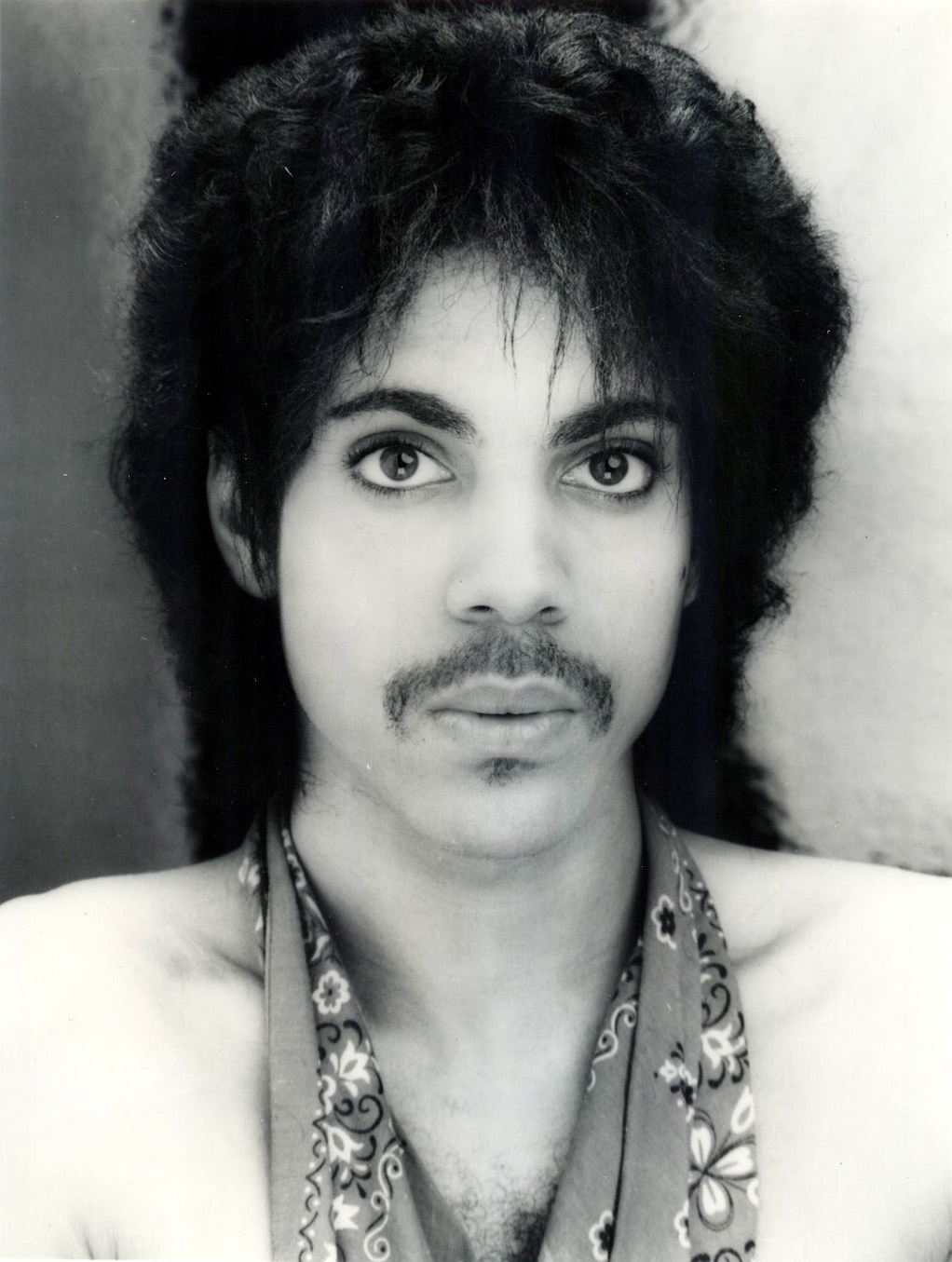
Prince, 1980

Das Debütalbum For You erschien im April 1978. Kommerziell erfolgreich war das Album jedoch nicht, es verfehlte den Goldstatus in den USA. Zudem waren die Produktionskosten so hoch, dass das für die ersten drei Alben geplante Budget von 180.000 US-Dollar mit dem ersten bereits fast aufgebraucht war.
Im Frühjahr 1979 engagierte Prince die Management-Agentur Bob Cavallo (* 1939) und Joseph Ruffalo, aufgrund ihrer italienischen Herkunft damals auch scherzhaft Spaghetti Inc. genannt. Diese übernahmen zusammen mit Partner Steven Fargnoli (* 1949; † 2001) bis zum 31. Dezember 1988 beratende Funktionen für den Künstler. Sein zweites Album Prince war wesentlich erfolgreicher als sein erstes, doch Prince betrachtete es als ein Zugeständnis an den öffentlichen Musikgeschmack. Er selbst hätte lieber andere musikalische Richtungen eingeschlagen und Neues ausprobiert.
1980 erschien sein drittes Album Dirty Mind, mit dem Prince sich endgültig von dem Image verabschiedete, eventuell der neue Stevie Wonder zu werden. Er trennte sich von seinem Afrolook und legte sich eine Kurzhaarfrisur zu. Außerdem trat er in dieser Zeit oftmals in Tanga und Trenchcoat, kombiniert mit Overknees-Strümpfen und High Heels, in der Öffentlichkeit auf. In musikalischer Hinsicht wurde Prince zunehmend experimentierfreudiger und widmete sich Musikrichtungen, die auf seinen ersten beiden Alben nicht vorkamen.
Prince’ Musik enthielt unterschiedliche Stilrichtungen und sprach somit keine eindeutige Zielgruppe an. Sein androgynes Erscheinungsbild und sein außergewöhnlicher Kleidungsstil verliehen ihm frühzeitig das Image eines Exzentrikers. Seine zum Teil sehr anzüglichen Liedtexte und seine Medienscheu ließen ihn zudem geheimnisvoll wirken. In einem seiner seltenen Interviews sagte Prince damals, er sei Fremden gegenüber „wirklich sehr schüchtern“. Von 1982 bis 1990 gab er lediglich fünf Interviews.

### Der nationale und internationale Durchbruch (1982–1986)

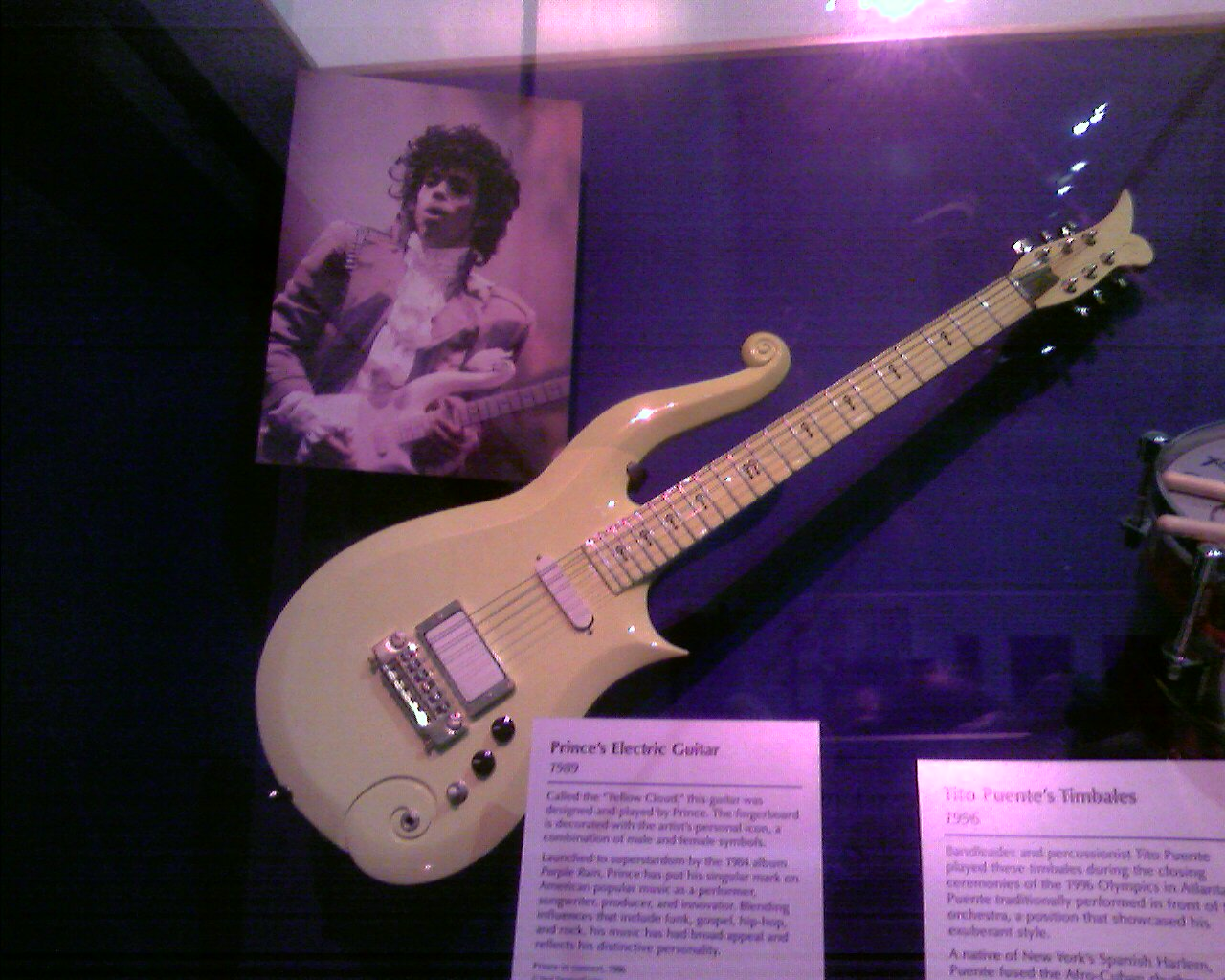
Fotografie von 1984 und „Cloud“-Gitarre in einer Ausstellung der Smithsonian Institution

Das im Oktober 1982 veröffentlichte Doppelalbum 1999 spielte zunächst keine große Rolle in den US-Charts, bis der Fernsehsender MTV im Dezember 1982 das Musikvideo zur Single 1999 in seine Rotation aufnahm. Das Album sowie die Singleauskopplungen Little Red Corvette und Delirious wurden 1983 zu Prince’ ersten Top-Ten-Platzierungen in den USA. Damit hatte er den kommerziellen Durchbruch und den Crossover auf nationaler Ebene geschafft.
Doch hinter den Kulissen kam es zu Spannungen zwischen ihm und seinen Bandmitgliedern. Prince ließ sich von einem persönlichen Bodyguard abschirmen. Lediglich bei Liveauftritten war er mit seinen Musikern noch zusammen. Im August 1983 präsentierte Prince schließlich eine neue Begleitband und nannte diese The Revolution.
1984 folgte das kommerziell erfolgreichste Jahr in Prince’ Karriere. Das Album Purple Rain erschien und belegte 24 Wochen ununterbrochen Platz eins der US-Albumcharts. Außerdem gewann es zwei Grammy Awards. Bereits die Vorabsingle When Doves Cry stand fünf Wochen lang auf Platz eins der US-Singlecharts. Die Purple Rain-Tour avancierte zur erfolgreichsten Tournee in Prince’ Karriere; für den Musikfilm Purple Rain erhielt er einen Oscar für die beste Filmmusik. Auch international gelang Prince der kommerzielle Durchbruch. Die Rockballade Purple Rain und das gleichnamige Album erreichten in einer Reihe von Ländern Top-Ten-Platzierungen. Purple Rain ist mit 25 Millionen Tonträgern Prince’ weltweit meistverkauftes Album.
Inzwischen legte Prince bei seinen Auftritten mehr Wert auf Choreografien; eigenwillige Kostümierungen gehörten weiterhin zu seinem Image. Auffallend an Prince’ Bühnen-Outfit in den Jahren 1984 und 1985 waren neben seinen High Heels enge Hosen mit Rüschenhemden und Spitzenmanschetten sowie ein lilafarbener Trenchcoat.
Unmittelbar nach der Preisverleihung der American Music Awards am 28. Januar 1985, bei der Prince in drei Kategorien gewann, trafen sich zahlreiche Musiker, um für das Musikprojekt USA for Africa den Song We Are the World aufzunehmen. Für Prince war eine Textzeile vorgesehen und ihm wurde ein Platz im Studio reserviert, damit er sie direkt neben Michael Jackson einsingen konnte. Ohne Angabe von Gründen erschien Prince jedoch nicht und steuerte stattdessen später einen eigenen Song für das Album bei. Damit festigte er seinen Ruf als Egozentriker.
1985 gründete Prince mit finanzieller Beteiligung von Warner Bros. Records das Musiklabel Paisley Park Records. Bei diesem Label erschien im selben Jahr sein Album Around the World in a Day. Es erreichte nicht die Verkaufszahlen von Purple Rain, stand aber dennoch drei Wochen lang auf Platz eins der US-Albumcharts. Ende März 1986 erschien Parade, das letzte Album, das Prince in Zusammenarbeit mit The Revolution aufnahm. Es enthält mit Kiss eine seiner erfolgreichsten Singles. Parade dient als Soundtrack des zweiten Prince-Films Under the Cherry Moon, der allerdings nicht annähernd den Erfolg des Films Purple Rain erreichte. Am 17. Oktober 1986 wurde offiziell die Trennung von The Revolution bekannt gegeben.

### Sign “☮” the Timesbis zur Namensänderung (1987–1992)

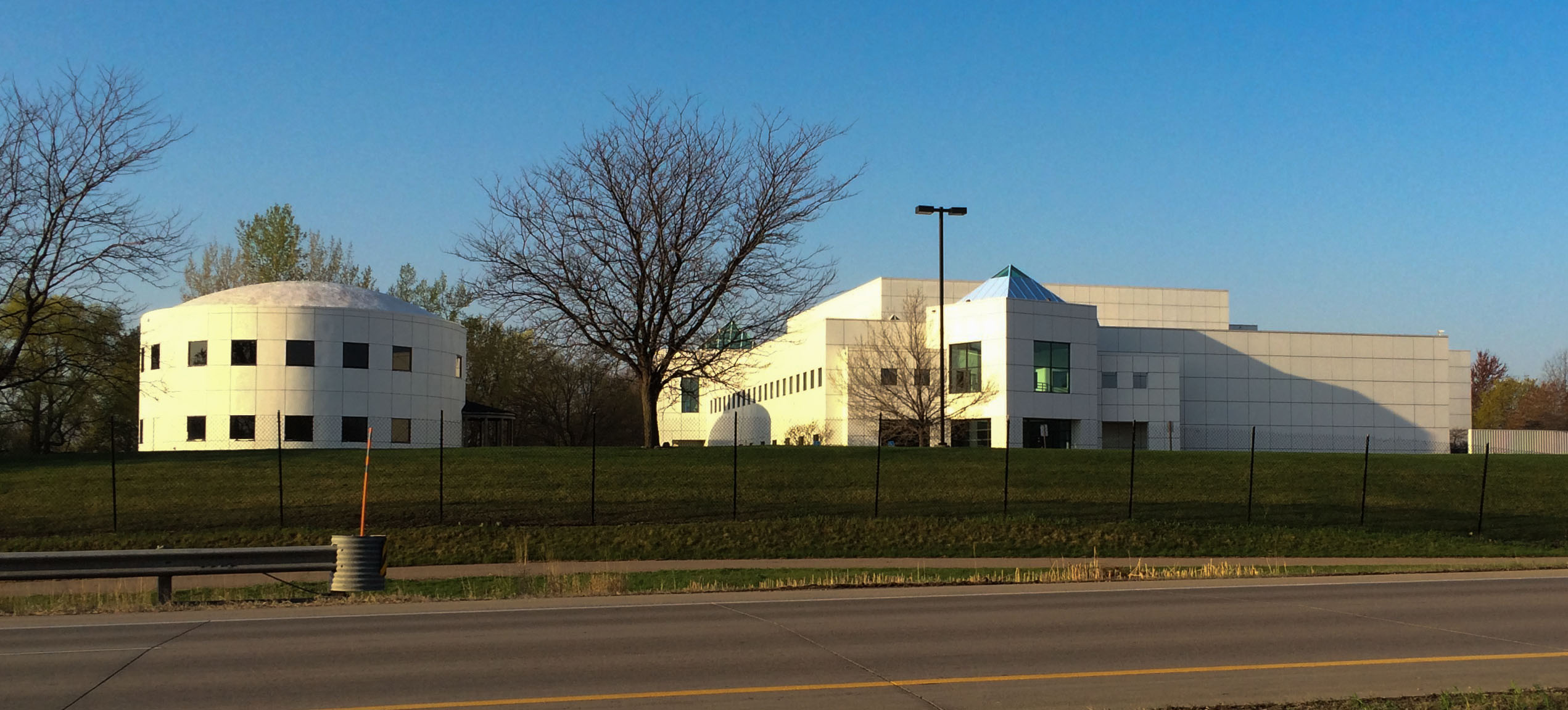
Das Paisley Park Studio (2015) wurde am 11. September 1987 eröffnet

Im März 1987 erschien das Doppelalbum Sign “☮” the Times, das nach Ansicht von Kritikern einen Höhepunkt des musikalischen Schaffens von Prince darstellt. Warner Bros. Records wollte in dieser Zeit, dass Prince in den USA auf Tournee geht, was dieser aber ablehnte.
Am 11. September 1987 eröffnete Prince das Paisley Park Studio in Chanhassen in Minnesota, ein damals zehn Millionen US-Dollar teurer Gebäudekomplex. Das Anwesen war bis zu seinem Tod sein privater Hauptwohnsitz sowie sein privates Musikstudio und verfügte über diverse Tonstudios sowie Räume für Konzert-, Video- und Filmaufnahmen. Postum kann das Paisley Park Studio gebührenpflichtig offiziell besichtigt werden. Prince’ Halbschwester Sharon Nelson (* 1940) sagte: „Er wollte, dass es ein Museum wird. Alle Gegenstände sind strategisch platziert. Das werden die Fans sehen. Prince hat das genau geplant. Er hatte eine Vision und die hat er umgesetzt.“
Das darauffolgende Album von Prince hätte im Dezember 1987 unter dem Namen Black Album erscheinen sollen. Doch eine Woche vor dem Veröffentlichungstermin sagte Prince die Auslieferung des Albums ab. Zur Begründung sagte er 1990, er habe erkannt, dass man jeden Moment sterben könne und danach beurteilt werde, was man zurückgelassen habe. Das Black Album wurde mit über 250.000 Exemplaren zu einem der meistverkauften Bootlegs der Musikgeschichte, bevor es im November 1994 doch noch offiziell von Warner Bros. Records veröffentlicht wurde.
Trotz guter Kritiken für seine letzten Alben sank 1988 Prince’ Popularität in den USA, und sein kommerzieller Erfolg ging dort zurück. Dagegen wuchs seine Beliebtheit in Europa. Zum ersten Mal verkaufte sich mit Lovesexy ein Prince-Album in Europa besser als in seiner Heimat.
Als im Juni 1989 der Kinofilm Batman anlief, kehrte der nationale kommerzielle Erfolg für Prince zurück. Sein gleichnamiges Album erschien als Soundtrack zum Kinofilm und wurde, wie auch die Single Batdance, Nummer eins der US-Charts. Im darauffolgenden Jahr diente sein Album Graffiti Bridge als Soundtrack seines gleichnamigen Musikfilms, der jedoch zum Misserfolg geriet. Anders als der Batman-Film wurde Graffiti Bridge in den Kinos kaum besucht. Daraufhin entließ Prince Ende 1990 sein damaliges Management. Seither hatte er keinen Manager mehr und wickelte seine Geschäfte in Eigenregie ab.
Ende 1990 gründete Prince seine neue Begleitband The New Power Generation, kurz The NPG genannt. Diese Band, deren Besetzung er im Laufe der Jahre wechselte, unterstützte ihn fortan bei Konzerten und Studioaufnahmen. Dank der Single-Erfolge Gett Off und Cream avancierte sein 13. Album Diamonds and Pearls (1991) zu Prince’ weltweit am zweitbesten verkauften Album nach Purple Rain. Doch ähnlich wie 1983 kam es während der Diamonds-and-Pearls-Tour im Jahr 1992 hinter den Kulissen zu Spannungen zwischen Prince und seinen Musikern. Beispielsweise fuhr die Band gemeinsam in einem Tourbus, während Prince separat mit Bodyguards und Tänzerinnen in einer Limousine fuhr.
Am 31. August 1992 verlängerte Prince seinen laufenden Vertrag bei Warner Bros. Records für sechs weitere Alben bis zum 31. Dezember 1999. Alle Informationen über finanzielle Details der Vertragsinhalte sind jedoch Spekulation, da es darüber nur sehr unterschiedliche Angaben gibt, aber keine offiziellen Meldungen. Für die gemessen an Diamonds and Pearls mäßigen Verkaufszahlen des nachfolgenden Albums Love Symbol machte Prince 1992 Warner Bros. Records verantwortlich. Er warf ihr vor, sie hätte das Album nicht intensiv genug beworben. Zudem war Prince über die Verkaufsstrategie generell anderer Meinung als das Tonträgerunternehmen. Diese hatte ihn in der Vergangenheit mehrfach dazu gedrängt, nicht zu viele Alben hintereinander zu veröffentlichen, um den Musikmarkt nicht mit seiner Musik zu übersättigen. Alan Leeds (* 1947), damaliger Geschäftsführer vom Paisley Park Studio, sagte nach Prince’ Tod im Jahr 2016 über den Musiker: „Aber wenn sich etwas nicht nach seinem Willen entwickelte, beschloß er, daß das Management und die Plattenfirma schuld waren, und ignorierte Entscheidungen, die er selbst getroffen hatte.“

### Die namenlose Zeit (1993–2000)

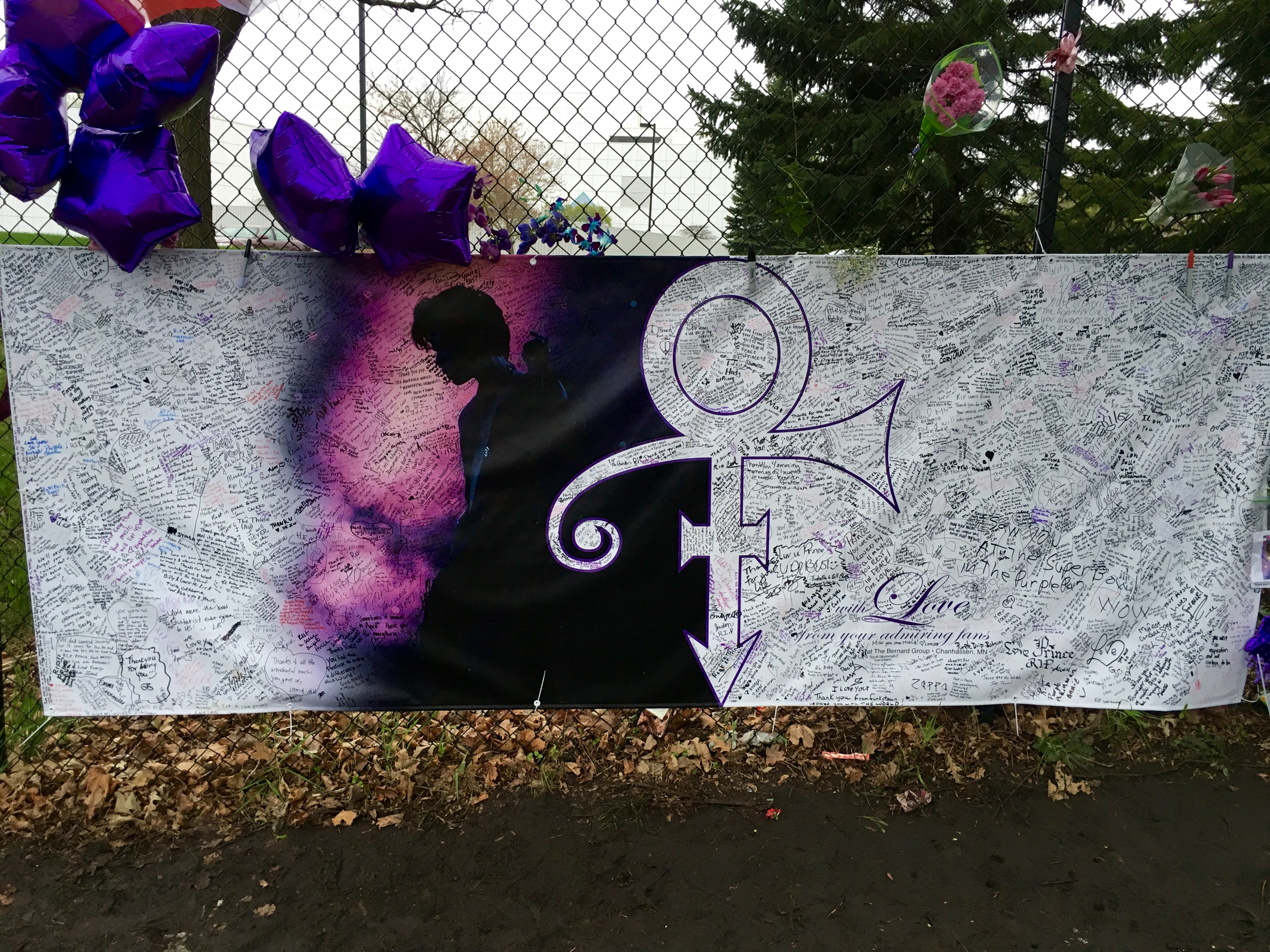
Das unaussprechbare Symbol

Anfang 1993 kam es schließlich zum offenen Konflikt zwischen Prince und Warner Bros. Records. Das Tonträgerunternehmen verlangte eine Schaffenspause und wollte ein Greatest-Hits-Album von ihm auf den Markt bringen. Prince sah sich daraufhin in seiner künstlerischen Freiheit eingeschränkt. Am 7. Juni 1993, dem 35. Geburtstag des Musikers, gab das Paisley Park Studio per Pressemitteilung bekannt, Prince ändere seinen Künstlernamen in ein unaussprechbares Symbol, das er unter der Bezeichnung „Love Symbol #2“ urheberrechtlich schützen ließ.
In seinem privaten Umfeld störte es Prince nicht, wenn Familienmitglieder und langjährige Freunde ihn weiterhin „Prince“ nannten, aber in der Öffentlichkeit wollte er nicht mehr mit seinem alten Künstlernamen angesprochen werden. In den Massenmedien wurde er nun unter anderem „The Artist Formerly Known As Prince“ – abgekürzt auch „TAFKAP“ – oder einfach „The Artist“ genannt und Prince schrieb sich den Begriff „Slave“ („Sklave“) auf die Wange. Als Begründung erklärte er dazu: „Wenn einem die eigenen Master nicht gehören, gehört man dem Master.“ Diese Aussage spielte darauf an, dass Warner Bros. Records zum damaligen Zeitpunkt die Urheberrechte an allen Songs besaß, die Prince in seiner Karriere für sie aufnahm. Er fühle sich „gebeutelt und eingeschränkt“, äußerte Prince 1994 in einem Interview.
In der Folgezeit distanzierte sich Prince zunehmend von dem laufenden Vertrag mit Warner Bros. Records. Er selbst veranstaltete nur noch minimale oder gar keine Werbung mehr für seine von Warner veröffentlichten Alben und Singles. Ab 1993 lieferte Prince vorwiegend älteres und qualitativ schwächeres Songmaterial an das Tonträgerunternehmen ab, um den Vertrag zu erfüllen. Warner-Anwälte nahmen jedoch davon Abstand, den Künstler deswegen zu verklagen. Eine ähnliche Klage von Geffen Records gegen Neil Young im Jahr 1983 hatte zu einem langwierigen Prozess geführt, und man befürchtete bei Warner Bros. Records mögliche Imageschäden. 1994 beendete Warner Bros. Records die Zusammenarbeit mit Prince’ Label Paisley Park Records, worauf dieser im selben Jahr sein Label NPG Records gründete, das bis heute (2025) existiert. 1995 brüskierte Prince Warner Bros. Records mit der Aussage, er habe 50 neue Songs und arbeite seit geraumer Zeit an einem Album namens Emancipation, was sein erstes Album sein werde, wenn er wieder frei sei. Im Booklet des Albums Chaos and Disorder (1996) war dann folgender Text zu lesen: „Originally intended 4 private use only, this compilation serves as the last original material recorded by O(+> 4 warner brothers records“ („Ursprünglich nur zur privaten Nutzung beabsichtigt, dient diese Zusammenstellung als das letzte Originalmaterial, das O(+> für Warner Brothers Records aufgenommen hat“).

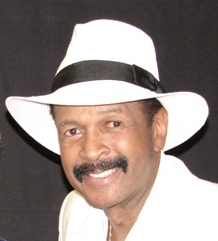
Larry Graham, 2011

Im Zeitraum von 1994 bis 2000 schloss Prince unter dem Namen des unaussprechbaren Symbols auch Verträge mit verschiedenen anderen Tonträgerunternehmen ab, bei denen er – parallel zum bei Warner Bros. Records laufenden Vertrag – mehrere Alben veröffentlichte. In allen Verträgen, die Prince nach seiner letzten Unterschrift bei Warner Bros. Records abschloss, sicherte er sich die Urheberrechte an seinen eigenen Songs. Diejenigen Alben, die Prince als „Symbol“ bei Tonträgerunternehmen wie Arista Records oder EMI herausbrachte, vermarktete er sehr intensiv. Anlässlich der Veröffentlichung des Albums Emancipation (1996) war Prince beispielsweise Gesprächsgast in The Oprah Winfrey Show, und im Rahmen der internationalen Werbekampagne von Rave Un2 the Joy Fantastic (1999) trat er als musikalischer Gast in Die Harald Schmidt Show erstmals im deutschen Fernsehen auf.
Am 23. August 1997 traf Prince bei einer Aftershow in Nashville in Tennessee den Bassisten Larry Graham, wonach sich eine Freundschaft zwischen den beiden Musikern entwickelte. Ab 1998 war Graham regelmäßiger Gastmusiker bei Konzerten von Prince und wirkte auch als Studiomusiker bei Prince-Produktionen mit. Graham gehörte damals wie heute (2025) zu den Zeugen Jehovas; Prince trat 2001 ebenfalls dieser Glaubensgemeinschaft bei und blieb Mitglied bis zu seinem Tod.
Im Januar 1998 veröffentlichte Prince das Album Crystal Ball. Nach seinen jahrelangen Differenzen mit Warner Bros. Records grenzte er sich nun zum ersten Mal von der herkömmlichen Musikindustrie generell ab: Er vertrieb sein Album ausschließlich im Internet über seine damalige Website. Dort konnte eine limitierte 5-CD-Set-Auflage bestellt werden, die nur bei seinem eigenen Label NPG Records erschien.
Am 31. Dezember 1999 endete der Vertrag mit Warner Bros. Records und am 16. Mai 2000 kündigte The Artist Formerly Known As Prince auf einer Pressekonferenz in New York an, wieder seinen ursprünglichen Künstlernamen Prince anzunehmen.

### Prince und das Internet (2001–2004)
Nach dem Vertragsende mit Warner Bros. Records arbeitete Prince mehr als vier Jahre lang mit keinem Major-Label zusammen. Stattdessen schuf er im Februar 2001 seine Website NPG Music Club.com, auf der man sich damals als lebenslanges Mitglied kostenpflichtig registrieren lassen konnte. Mit Hilfe dieser Website führte Prince von 2001 bis Anfang 2004 seinen Musikvertrieb durch. So konnte er selbst entscheiden, wie viele und welche Songs er wann veröffentlichen wollte, da er nicht mehr von Entscheidungen eines Tonträgerunternehmens abhängig war. Außerdem konnte er seine Musik schneller zugänglich machen, einige seiner Alben waren ausschließlich als Download zu beziehen.
Für einige Alben schloss Prince auch Verträge mit Independent-Labels ab, die die Alben auf herkömmliche Art und Weise vertrieben. Mitglieder von NPG Music Club.com konnten sich die Alben vier Wochen vor der regulären Veröffentlichung für den freien Verkauf herunterladen oder vorbestellen. Prince bot Mitgliedern noch weitere Optionen an; beispielsweise konnten diese sich die besten Plätze für die One-Nite-Alone-Tour (2002) über die Website reservieren lassen und hatten Zutritt zu Soundchecks, die Prince gewöhnlich vor jedem Konzert gab.
Prince wurde mit dem Webby Lifetime Achievement Award geehrt, wobei sein Gebrauch des Internets gewürdigt wurde. Einerseits hatte er als erster in der Musikbranche bereits etablierter Künstler ein Album – Crystal Ball im Jahr 1998 – exklusiv über das Internet verkauft, andererseits hatte er mit NPG Music Club.com im Jahr 2001 eine damals neuartige Kontakt- und Vertriebsplattform geschaffen. NPG Music Club.com, die nicht nur als offizielle Website diente, sondern mit seinen umfangreichen Informations-, Chat- und Downloadmöglichkeiten eine beliebte Fanplattform war, schloss Prince im Juli 2006.

### Das Comeback (2004–2007)
Prince’ Bekanntheitsgrad war über die Jahre gesunken und in den internationalen Hitparaden war er kaum noch vertreten, als ihm 2004 ein Comeback gelang. Bei der Grammy-Verleihung im Februar 2004 trat er gemeinsam mit Beyoncé auf und sang mit ihr im Duett seinen Hit Purple Rain. Die Grammy-Verleihung wurde in diversen Ländern im Fernsehen übertragen, so dass er international wieder ins Gespräch kam. Im März 2004 wurde er überdies in die Rock and Roll Hall of Fame aufgenommen und spielte bei dieser Gelegenheit ein virtuoses Gitarrensolo zu dem Beatles-Song While My Guitar Gently Weeps, womit er weitere Aufmerksamkeit erregte.
Im April 2004 veröffentlichte er sein Album Musicology. Nach fünf Jahren erschien damit wieder ein Album, das auf konventionellem Weg mit Unterstützung eines Major-Labels, Columbia Records, weltweit vermarktet wurde. Musicology erreichte in den USA Doppelplatinstatus und wurde mit zwei Grammys ausgezeichnet. Die Musicology-Tour war die weltweit erfolgreichste Tour des Jahres 2004.
2006 veröffentlichte er bei Universal das Album 3121, das gute Kritiken bekam. Es wurde nach Purple Rain (1984), Around the World in a Day (1985) und Batman (1989) seine vierte und zu Lebzeiten letzte Nummer eins in der US-amerikanischen Albumhitparade.
Anfang Februar 2007 hatte Prince einen Live-Auftritt in der Halbzeitpause des Super Bowl XLI in Miami, was seine wiedererlangte nationale Popularität widerspiegelte. Der Auftritt wurde von ungefähr 140 Millionen US-amerikanischen Fernsehzuschauern verfolgt. Auch international war er wieder erfolgreich; beispielsweise waren die Karten für seinen Auftritt beim Montreux Jazz Festival im Juli 2007 innerhalb von zehn Minuten ausverkauft.

### Abgrenzung von der Musikindustrie (2007–2013)

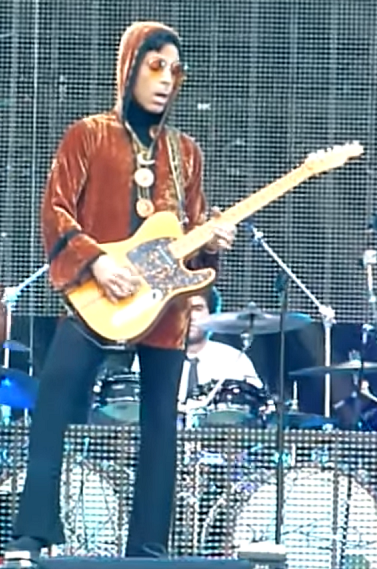
Prince, 2011

Trotz des wiedererlangten Erfolgs wollte Prince sich weiterhin keinem Tonträgerunternehmen unterordnen. Das Ende Juli 2007 von Sony Music veröffentlichte Album Planet Earth erhielten Leser der britischen Sonntagszeitung The Mail on Sunday bereits am 15. Juli 2007 als Gratisbeilage, denn Prince hatte einen eigenen Vertrag mit dieser Zeitung abgeschlossen. Sony BMG Music England betrachtete das als Affront und brachte daraufhin das Album Planet Earth in Großbritannien nicht heraus.
Ein Jahr später veröffentlichte Prince das Coffee Table Book 21 Nights. Der 256-seitige Fotoband dokumentiert Prince’ Aufenthalt in London während seiner Konzertreihe von August bis September 2007. Zusätzlich enthält das Buch die CD Indigo Nights, ein Zusammenschnitt verschiedener Aftershows im Musikclub indigO2, die Prince nach den regulären Londoner Konzerten gab. Indigo Nights erschien ausschließlich als Buchbeilage und gelangte nicht in den freien CD-Verkauf.
Im März 2009 erschienen die beiden Alben Lotusflow3r und MPLSound, die nur über Prince’ damaliger Website und über die US-amerikanischen Handelskette Target Corporation käuflich zu erwerben waren, mit der er einen Vertrag abgeschlossen hatte. Damit ging Prince wiederum Tonträgerunternehmen aus dem Weg und organisierte seinen CD-Verkauf über alternative Kanäle. Er betrieb in den USA aufwändige Werbung für die Alben und trat in diversen Fernsehsendungen auf. Außerhalb der USA waren die Alben damals nur als Import erhältlich.
Prince’ im Juli 2010 veröffentlichtes Album 20Ten wurde in Deutschland, Österreich und der Schweiz ausschließlich als Beilage der Augustausgabe des Musikmagazins Rolling Stone verkauft. Auch in anderen Ländern Europas war die CD nur als Beilage einer Zeitung erhältlich. Damit grenzte sich Prince erneut von der Musikindustrie ab und vertrieb ein Album auf ähnliche Art und Weise wie bereits im Jahr 2007. Nach zehn Jahren gab er wieder einer britischen Zeitung ein Interview. Gegenüber der Tageszeitung Daily Mirror vertrat er die Meinung, das Internet sei „vollständig vorbei“. Es werde keine Downloads seiner neuen Songs geben, weil er die Akzeptanz des Bezahlsystems bezweifle. Er glaube jedoch, neue Wege zu finden, seine Musik zu verbreiten.
Zwar unterzeichnete Prince im Oktober 2011 einen Vertrag bei dem Schweizer Independent-Label Purple Music, sagte aber im September 2012, ein neues Album wolle er zurzeit nicht aufnehmen: „Wir befinden uns wieder auf einem Single-Markt. Es scheint mir verrückt, da mit einem neuen Album reinzukommen.“
Im Dezember 2012 gründete Prince eine neue Begleitband mit Namen 3rdEyeGirl. Diese Band bestand aus den drei Musikerinnen Donna Grantis an der E-Gitarre, Hannah Ford am Schlagzeug sowie Ida Kristine Nielsen am E-Bass.

### Letzte Schaffensphase (2014–2016)
Da am 31. März 2014 der für Prince seit dem Jahr 2005 bestehende Vertrag bei dem Major-Label Universal endete, unterschrieb er im April einen neuen Vertrag bei Warner Bros. Records über eine Dauer von zwölf Monaten und kehrte zu dem Label zurück. Nach Angaben des Unternehmens besaß er nun sämtliche Rechte an Songs, die er für Warner aufgenommen hatte. Zu finanziellen Details der Vertragsinhalte wurde nichts bekannt gegeben. Ende September 2014 brachte Prince bei Warner Bros. Records mit Art Official Age und Plectrumelectrum zwei Studioalben heraus. Ferner löschte er Ende November seine Benutzerkonten bei Facebook, Instagram und YouTube. Eine offizielle Begründung dafür gab Prince nicht.
Im Dezember 2015 veröffentlichte Prince sein 39. Studioalbum mit Namen HITnRUN Phase Two, das somit sein letztes zu Lebzeiten erschienenes Album ist. HITnRUN Phase Two wurde über sein eigenes Musiklabel NPG Records vertrieben.
Am Abend des 16. April 2016 trat Prince das letzte Mal in der Öffentlichkeit auf; er spielte im Rahmen einer „Dance-Party“ in seinem Paisley Park Studio zwei Songs am Klavier und kündigte ein neues Livealbum mit Namen Piano & A Microphone an.

### The Prince Estate (seit 2017)
Seit 2017 werden alle Tonträger-Veröffentlichungen von Prince von The Prince Estate (Der Prince-Nachlass) offiziell verwaltet. Kurator von The Prince Estate ist seit 2018 unter anderem der „Senior Researcher and Archivist“ Duane Tudahl, der vor allem „einen großen Teil der Musik“ verwaltet.
Ende Juni 2018 gab The Prince Estate bekannt, dass das Major-Label Sony Music Entertainment die Vertriebsrechte für 35 zuvor veröffentlichte Prince-Alben erworben hat. Der Vertrag bestimmte zwei Phasen: Ab Vertragsabschluss konnte Sony 23 Alben veröffentlichen, die Prince zwischen 1995 und 2010 herausgebracht hatte, inklusive in dieser Zeit veröffentlichte Singles, B-Seiten, Remixe, Non-Album-Tracks, Liveaufnahmen und Musikvideos. Die zweite Phase begann ab 2021 und umfasst zwölf weitere Prince-Alben aus den Jahren 1978 bis 1996 sowie Songs der Jahre 2014 bis 2015. Die Kaufsumme wurde nicht bekanntgegeben. Bis 2021 besaß Warner Bros. Records die Vertriebsrechte an Prince-Songs von 1978 bis 1994 und von 2014 bis 2015.
2019 sagte Michael Howe, damaliger Kurator von The Prince Estate, es sei „Detektivarbeit“, das Prince-Archiv zu katalogisieren, weil viele Aufnahmen unbeschriftet seien. Zudem sei die Menge an Musik, die Prince produziert und dann verworfen habe, „gewaltig“. Das Archiv sei mittlerweile vom Paisley Park Studio in Minneapolis „an einen geheimen und sicheren Ort in Hollywood“ gebracht worden, wo es „sehr gut bewacht“ werde; man könne es „eine Festung“ nennen. Über jede Prince-Veröffentlichung entscheiden Prince’ Erben in Kooperation mit The Prince Estate, sagte er weiter. Viele Tonbänder seien jedoch in keinem guten Zustand, da diese „seit Jahrzehnten Staub angesetzt haben“. Aber „unrettbar“ sei bislang nichts gewesen. Howe wisse, dass Prince einige Male gesagt habe, ihm sei bewusst, dass der Inhalt seines Archivs postum veröffentlicht würde. Es wäre genug Material vorhanden, um „viele, viele, viele Jahre lang Prince-Alben“ zu veröffentlichen. Doch die Rechtslage sei nicht einfach, weil verschiedene Tonträgerunternehmen und Musiker beteiligt seien.
Im Oktober 2023 brachte The Prince Estate das Siebenfach-Album Diamonds and Pearls Deluxe heraus, das unter anderem zuvor unveröffentlichte Songs aus den Jahren 1990 bis 1992 enthält. Das Originalalbum Diamonds and Pearls hatte Prince im Oktober 1991 veröffentlicht.

## Musik

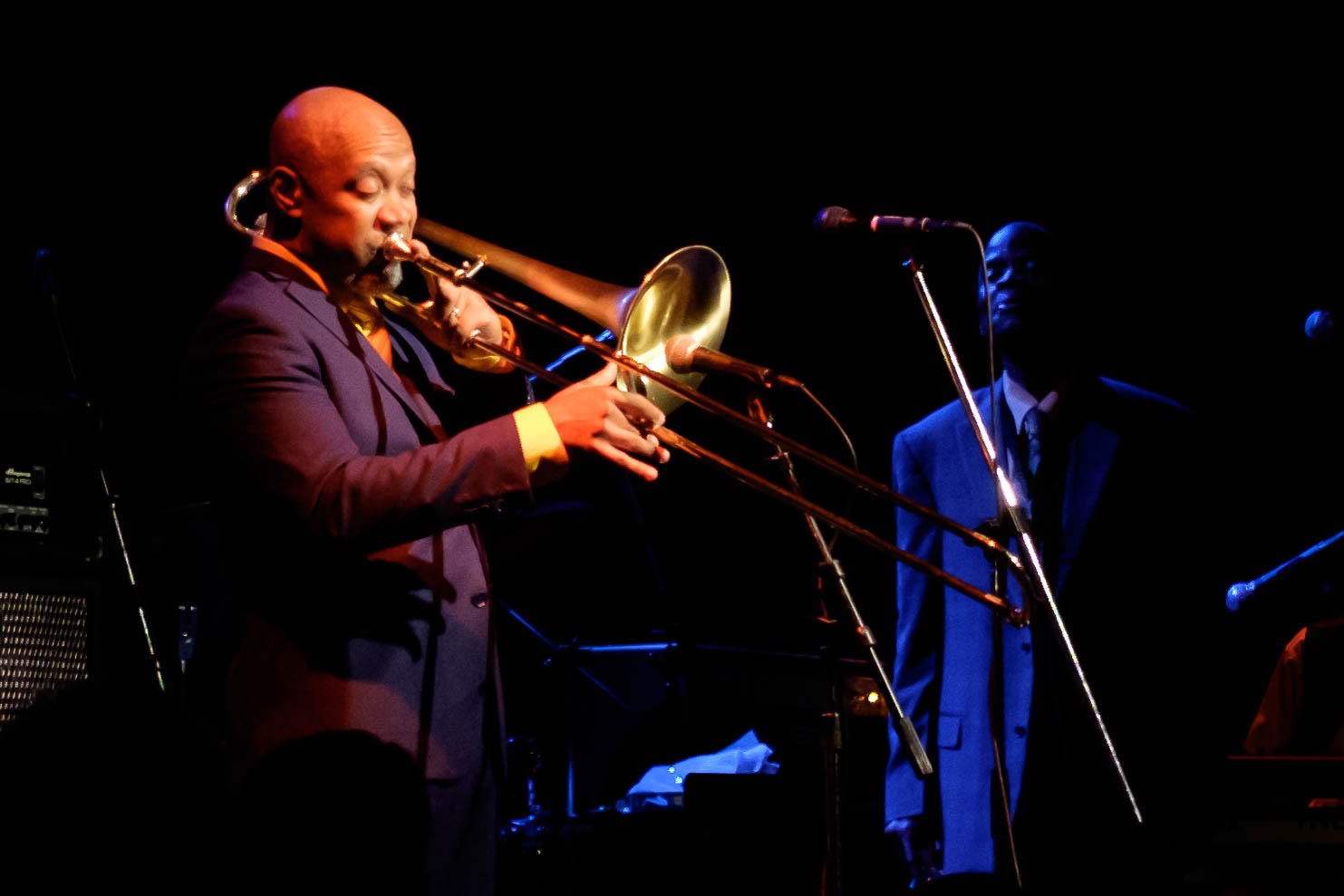
Posaunist Greg Boyer und im Hintergrund Maceo Parker, 2015

Bereits seit Prince’ Debütalbum For You im Jahr 1978 ist der Satz „Produced, Arranged, Composed and Performed by Prince“ („Produziert, arrangiert, komponiert und vorgetragen von Prince“) auf den von ihm veröffentlichten Tonträgern zu finden, es kann fast als sein Markenzeichen gelten. Prince verfasste alle Liedtexte und Melodien seiner Songs, er spielte auch viele Musikinstrumente auf seinen Studioalben selbst ein. Die Begleitmusiker, die ihn bei den Aufnahmen seiner Studioalben unterstützten, spielten lediglich bei einzelnen Songs Instrumente wie Bass, Schlagzeug oder Gitarre. Regelmäßige Gastmusiker bei Prince’ Studioalben waren seit den 1980er Jahren Clare Fischer und Sheila E., seit den 1990er Jahren Candy Dulfer, Larry Graham und Maceo Parker sowie seit 2002 Posaunist Greg Boyer. Ferner arbeitete Prince 2003 mit der Violinistin Vanessa-Mae und 2007 mit den ehemaligen The-Revolution-Mitgliedern Wendy Melvoin und Lisa Coleman zusammen.

### Musikalischer Stil
Das typische Merkmal des musikalischen Werks von Prince ist seine stilistische Vielfalt. Erstens bewegte er sich in seiner Karriere auf ganz unterschiedlichem musikalischem Terrain, zweitens verknüpfte er in seinen Alben und Songs wiederholt verschiedene Musikstile miteinander. Er kann daher nicht ausschließlich einem bestimmten Musikgenre zugeordnet werden.
Seine musikalische Entwicklung begann in den 1970er Jahren. Als Jugendlicher spielte er mit seinen damaligen Bands Songs nach, etwa von Interpreten wie Earth, Wind and Fire, Grand Funk Railroad, James Brown, Jimi Hendrix, Parliament, Sly & the Family Stone und Stevie Wonder. Außerdem wurde Prince von Carlos Santana und Joni Mitchell beeinflusst.
Auf seinen ersten beiden Alben For You (1978) und Prince (1979) dominieren Contemporary R&B sowie Funk, Rock und Pop mit Disco-Einflüssen. In den 1980er Jahren erweiterte er sein musikalisches Spektrum und wurde zunehmend einfallsreicher bei der Kombination unterschiedlicher Musikstile. Songs aus dem New-Wave-, Rockabilly- und Rock-’n’-Roll-Genre kamen auf den Alben Dirty Mind (1980) und Controversy (1981) hinzu. 1999 (1982) und Purple Rain (1984) sind zudem von Electro Funk und Elektronischer Tanzmusik geprägt. Auf Around the World in a Day (1985) entdeckte Prince die Hippie-Ära und kreierte ein Album aus Psychedelic Rock, Psychedelic Soul und R&B-Songs.

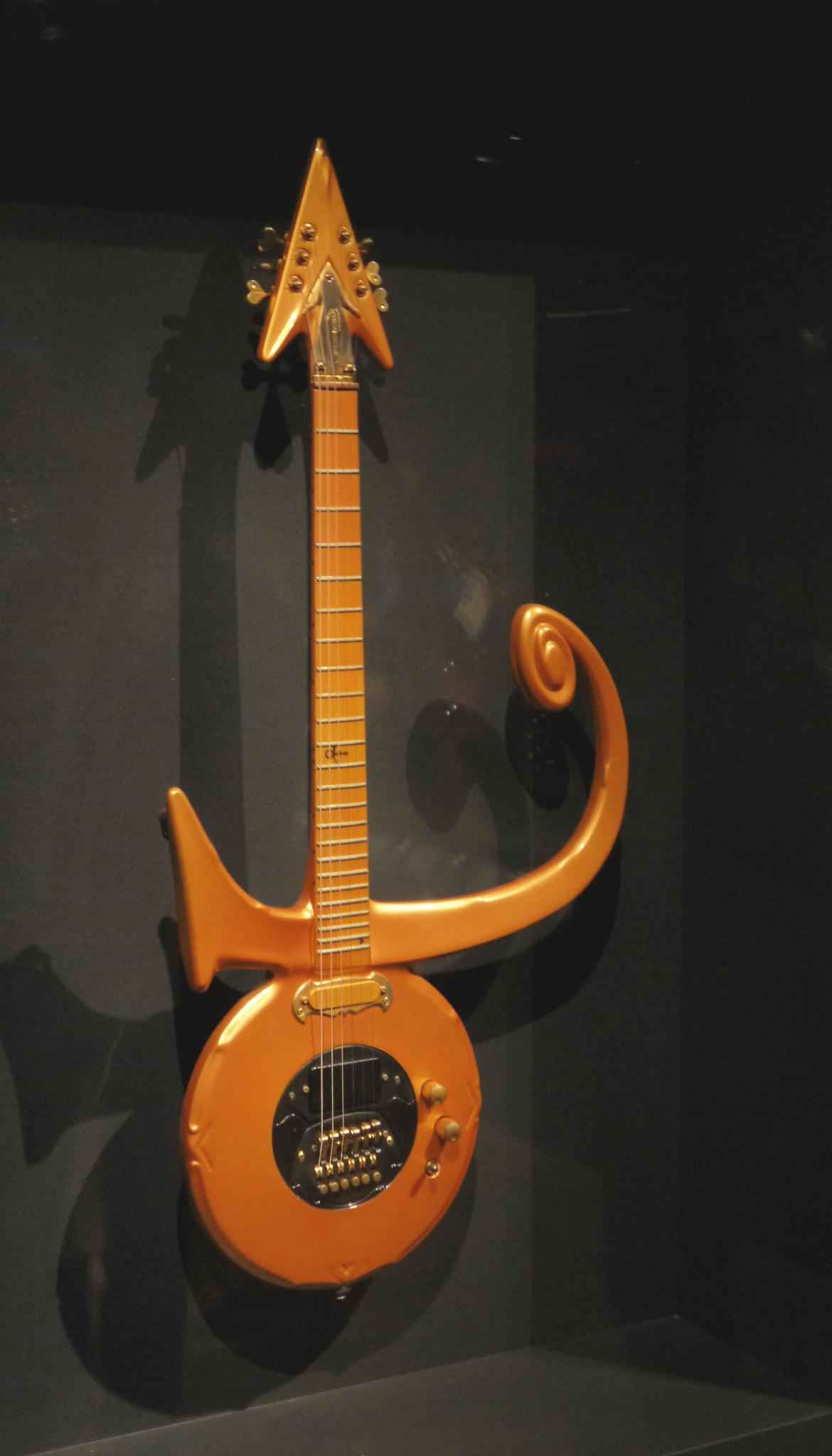
Prince’ Gitarre in Form seines unaussprechbaren Symbols

Auffällig in dieser Zeit war, dass er zunächst auf für R&B-Musik typische Standardinstrumente wie Bläser verzichtete. An Stelle von Saxophon und Trompeten benutzte er Synthesizer. Erst bei seinem Album Parade (1986) setzte er – teilweise in Zusammenarbeit mit dem Arrangeur Clare Fischer – auch Blas- und Streichinstrumente ein. Gleichzeitig kamen erste Jazz-Einflüsse in seiner Musik vor. Die stilistische Bandbreite seines Albums Sign “☮” the Times (1987) reicht von Gospel- und Soulballaden über R&B und Funk bis hin zum Rock. Auf dem Album Batman (1989) verwendete er erstmals in einigen seiner Songs Samples, die aus Filmzitaten des Batman-Films stammen.
1981 setzte Prince zum ersten Mal den Linn LM-1 als Drumcomputer ein und benutzte dieses für die Aufnahmen einiger seiner Songs bis einschließlich 1987. Zuvor und in den darauffolgenden Jahren spielte er die Beats üblicherweise per Schlagzeug ein. Erst auf den Alben Rave Un2 the Joy Fantastic (1999) und 20Ten (2010) benutze Prince wieder den für die 1980er Jahre typischen Linn LM-1 für Aufnahmen einiger seiner Songs. Ein weiteres typisches Merkmal seiner Studioalben sind gitarrenlastige Songs, weswegen Prince gelegentlich mit Jimi Hendrix verglichen wurde, wobei Prince selbst die Meinung vertrat, ähnlich wie Carlos Santana zu klingen. 1983 beauftragte Prince die US-Gitarrenfirma Knut-Koupee Enterprises mit dem Bau seiner „Cloud“-E-Gitarre, deren Form an die einer Wolke angelehnt ist und von David Rusan entworfen wurde. In den 1990er Jahren spielte er auch ein von David Auerswald entworfenes „Symbol“-Modell, das später von Schecter hergestellt wurde.
In den 1980er Jahren galt Prince als rebellischer Pionier, der sich nicht scheute, unterschiedliche Musikstile gepaart mit teilweise sehr anzüglichen Texten miteinander zu verknüpfen. Doch diesen Ruf verlor er in den 1990er Jahren allmählich. In seinen Alben Diamonds and Pearls (1991) und Love Symbol (1992) widmete er sich unter anderem Musikrichtungen wie Hip-Hop und Rap, die damals zunehmend die internationale Musikszene beeinflussten. Prince folgte zum ersten Mal Trends, nachdem er vorher selbst welche gesetzt hatte. Kritiker warfen ihm in den 1990er Jahren schwindende Kreativität vor. Das von akustischen Gitarren dominierte Unplugged-Album The Truth (1998) wurde kaum beachtet, da es nur über seine damaligen Websites erschien. Das Gleiche galt für das Album Crystal Ball (1998), auf dem unter anderem Songs aus dem Blues- und Reggae-Genre zu finden sind.
Anfang des 21. Jahrhunderts waren Prince’ Alben von Jazz-Einflüssen geprägt. Dazu zählt The Rainbow Children (2001) genauso wie 2003 die instrumentalen Fusion-Alben C-Note, N.E.W.S und Xpectation. Das Album One Nite Alone (2002) ist erneut ein Akustikalbum, auf dem Prince diesmal alle Songs auf dem Klavier spielt.
Seit seinem Album Musicology aus dem Jahr 2004 knüpfte Prince wieder an die Mischung aus Musikstilen an, die ihn in den 1980er Jahren bekannt und erfolgreich gemacht hatte; Funk-, R&B-, Soul-, Pop- und Rock-Elemente, unterstützt von Blas- und Streichinstrumenten, waren auf den folgenden Alben vertreten.

### Liedtexte

Warnhinweis für allzu deutliche Liedtexte, der in den USA aufgrund von Darling Nikki eingeführt wurde

Prince’ Liedtexte handeln meist von Liebe, zwischenmenschlichen Beziehungen oder Sexualität. Aber auch politische und gesellschaftskritische Themen sowie religiöse und spirituelle Inhalte kommen in seinen Texten vor.
In den 1970er, 1980er und 1990er Jahren widmete sich Prince in seinen Liedtexten unter anderem verschiedenen Facetten der Sexualität. 1979 singt er beispielsweise im Song Bambi von lesbischer Liebe, und die Liedtexte des Albums Dirty Mind (1980) galten seinerzeit als obszön. Ob es dabei um Geschlechtsverkehr, Anspielungen auf Oralverkehr oder um Inzest ging – Prince provozierte auf ganzer Ebene. In seinen Liedtexten benutzte er verschiedentlich Metaphern. Beispielsweise scheint der Song Little Red Corvette (1982) nicht von einem Sportwagen, sondern von einer Vagina zu handeln. Autos und Pferde dienen in diesem Fall als Lustmetapher.
Der Song Darling Nikki aus dem Album Purple Rain war 1984 ausschlaggebend dafür, dass in den USA auf Initiative von Tipper Gore der Warnhinweis „Parental Advisory – Explicit Lyrics“ („Hinweis für Eltern – allzu deutliche Liedtexte“) auf Musikveröffentlichungen eingeführt wurde. Tipper Gore war brüskiert, als ihre damals elfjährige Tochter in dem Song eine Textzeile mit Bezug zu Masturbation hörte. Prince griff aber auch in den darauffolgenden Jahren Obszönitäten und Anzüglichkeiten in seinen Liedtexten auf. Die Single Sexy M.F. (1992) wurde damals vorwiegend in einer zensierten Version im Radio gespielt, da im Refrain das Wort „Motherfucker“ vorkommt. Wie nur schon durch Songtitel wie Orgasm (1994) und Pussy Control (1995) klar wird, scheute sich Prince auch weiterhin nicht vor Liedtexten mit sexuellen Inhalten.
Seit dem 21. Jahrhundert distanzierte sich Prince jedoch von seinen allzu deutlichen Texten und spielte entsprechende Songs nicht mehr live. 2001 erklärte er in einem Interview, dass er alle Kraftausdrücke aus seinen Liedtexten entfernen wolle. Seitdem richtete Prince sich danach. Erst auf postumen Tonträgerveröffentlichungen sind wieder Liedtexte mit sexuellen Inhalten von ihm zu hören.
Wenn seine Texte politische oder gesellschaftskritische Inhalte behandeln, schildert Prince typischerweise eine Situation oder ein Thema, ohne dabei seine eigene Meinung kundzutun. Beispielsweise thematisiert er im Song Annie Christian (1981) den Mord an John Lennon. In den Songs 1999 (1982), America (1985) und Crystal Ball (1998) schildert er Ängste vor Atomkriegen. Weitere apokalyptische Tendenzen finden sich in den Songs Sign “☮” the Times (1987), in dem er über AIDS und die Challenger-Katastrophe singt, und Planet Earth (2007), in dem er den Klimawandel beschreibt. Auch auf den zweiten Golfkrieg nimmt Prince in den Songs Money Don’t Matter 2 Night (1991) und Live 4 Love (1991) Bezug.
Im Song Cinnamon Girl (2004) beschäftigt er sich mit den Terroranschlägen am 11. September 2001, und im Album Welcome 2 America (2021) behandelt Prince Themen wie Ausbeutung, Kapitalismus, Rassismus und soziale Ungerechtigkeit.
In manchen seiner Liedtexte widmete sich Prince religiösen und zuweilen spirituellen Themen. Im Song Controversy (1981) zitierte er das Vaterunser, und vor allem die Texte des Albums Lovesexy (1988) sind von mystischer Erleuchtung und christlichen Motiven beeinflusst; sie handeln von Gott, Teufel, Schuld und Sühne. Im Song Dolphin (1995) singt Prince von Reinkarnation, und auf dem Konzeptalbum The Rainbow Children (2001) lassen sich Anspielungen auf die Zeugen Jehovas finden.

### Gesang
Charakteristisch für Prince war sein zuweilen hoher Falsettgesang. Da Prince auf seinen ersten beiden Alben For You und Prince überwiegend mit einer sehr hohen Kopfstimme singt, verglich das Musikmagazin Rolling Stone seinen Gesang 1979 mit dem von Smokey Robinson. Weitere Beispiele für Prince’ Falsettgesang finden sich auf den Singleauskopplungen Kiss (1986) und The Most Beautiful Girl in the World (1994).
Bei einigen Songs kreierte Prince einen Stimmeffekt, den er „Camille“ nannte. Dabei läuft das Tonband während der Gesangsaufnahme langsamer als normal. Beim Abspielen des Tonbands im Normaltempo entsteht ein Pitch-Shifting-Effekt, durch den Prince’ Stimme etwas höher und schneller wirkt, etwa als würde er unter Einfluss von Helium singen. Insbesondere auf dem Album Sign “☮” the Times (1987) ist dieser Stimmeffekt bei einigen Songs zu hören. „Camille“ wird als Alter Ego von Prince – seine böse Seite – interpretiert. Der zu „Camille“ entgegengesetzte Stimmeffekt hat zur Folge, dass Prince’ Stimme wesentlich langsamer und sehr tief, der von Barry White ähnlich, klingt. Zu hören ist diese tiefe Stimme beispielsweise im Black Album (1994) oder auf The Rainbow Children (2001).
Die meisten seiner Texte singt Prince melodisch vertont, gelegentlich finden sich aber auch Passagen von Sprechgesang in seinen Stücken. Beispiele hierfür sind Songs wie Controversy (1981), Girls & Boys (1986) oder Dead on It (1994), das Prince ursprünglich im Jahr 1986 aufnahm und für das Black Album vorgesehen hatte. In diesem Song stottert er einen Text, der sich über die Musikrichtung Rap lustig macht. Dennoch griff Prince vor allem in den 1990er Jahren gelegentlich auf diese Vortragsform zurück und trägt in einigen Songs einen Rap-ähnlichen Gesang vor.
Prince übernahm in seinen Songs sowohl den Hauptgesang als auch weitere mehrstimmige Gesangsspuren, beispielsweise in dem A-cappella-Stück For You (1978) oder in den Songs When Doves Cry (1984) und Gold (1995). Die Backing Vocals in seinen Songs stammt ebenfalls vorwiegend von ihm, gelegentlich wird er dabei aber auch von Bandmitgliedern unterstützt. Vereinzelt singen Bandmitglieder komplette Textzeilen in Prince’ Songs, etwa Wendy Melvoin und Lisa Coleman in Songs der 1980er Jahre, Rosie Gaines in Songs aus den 1990er Jahren, Shelby J. (* 1972) in Songs der 2000er Jahre und 3rdEyeGirl in Songs ab 2013.
Bei einzelnen Songs singt Prince mit Gastsängerinnen wie beispielsweise
Apollonia Kotero (1984),
Sheena Easton (1987 und 1989),
Carmen Electra (1992),
Nona Gaye (1994),
Gwen Stefani (1999),
Angie Stone (2001),
Lianne La Havas (2014) sowie
Judith Hill, Ledisi und Rita Ora (alle 2015) zusammen im Duett.
Als Gastrapper wirkten unter anderem Doug E. Fresh (1998), Chuck D (1999), Eve (1999), Q-Tip (2009) und Lizzo (2014) bei einzelnen seiner Songs mit.

### Einfluss auf andere Künstler

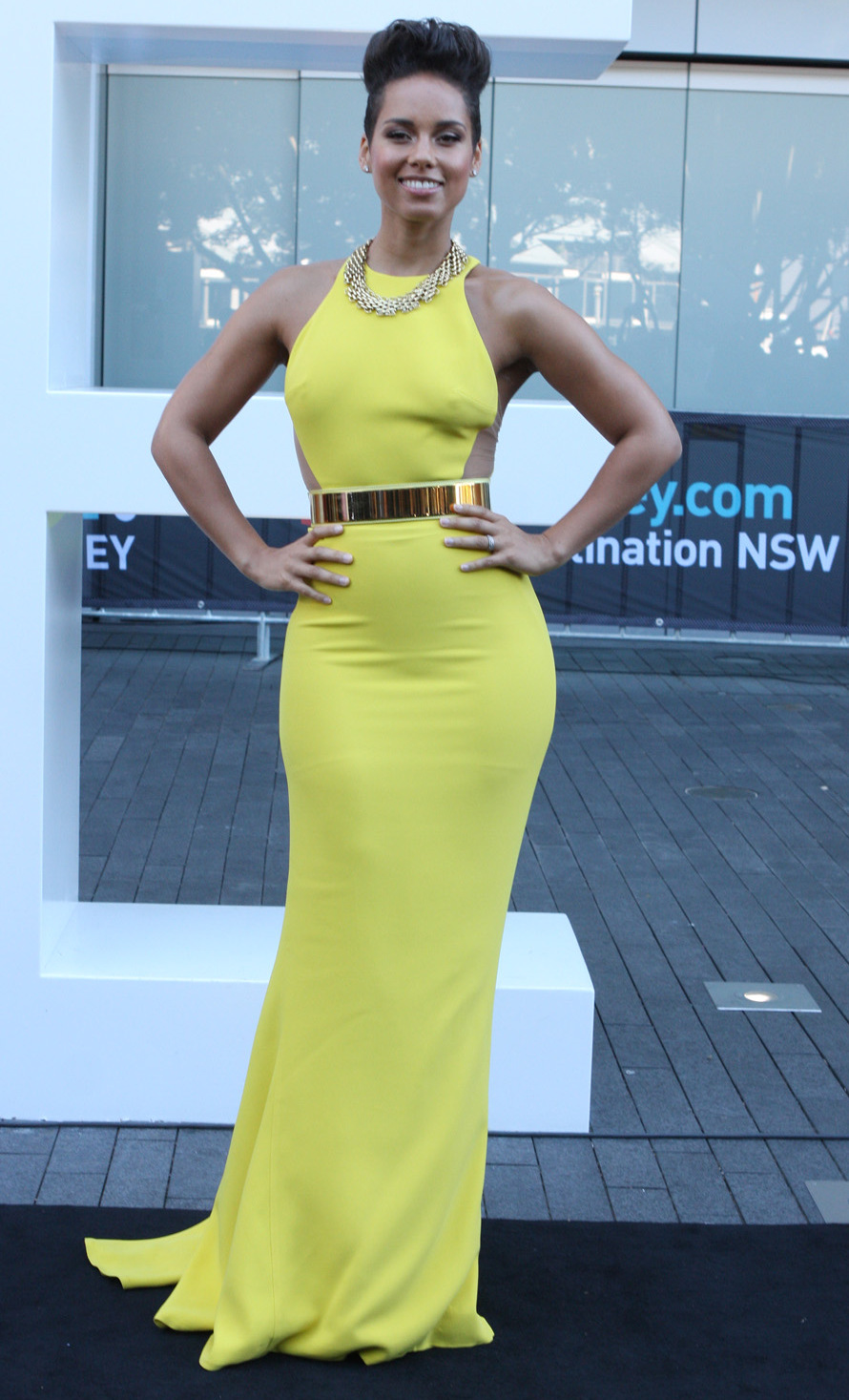
Alicia Keys (2013) gibt als musikalischen Einfluss Prince an

Der musikalische Einfluss von Prince spiegelt sich in diversen Bereichen der internationalen Musikszene wider. The Boston Globe schrieb 2002, dass Prince zu den meistgecoverten Künstlern seiner Zeit zähle und viele zeitgenössische Musiker in ihrem Sound Elemente Prince’ musikalischen Stils verarbeiteten. Musiker aus unterschiedlichen Genres nahmen Coverversionen von Prince-Songs auf, unter anderem
The Pointer Sisters (1982),
Cyndi Lauper (1983),
James Last (1984),
Tina Turner (1985),
The Art of Noise featuring Tom Jones (1988),
Danny Elfman (1989),
Nina Simone (1993),
TLC (1994),
Herbie Hancock (1995),
Patricia Kaas (1996),
Laibach (1996),
Mariah Carey (1997),
Ice-T (1999),
Rod Stewart (2001),
Patti Smith (2002),
Foo Fighters (2003),
Etta James (2006),
Katie Melua (2007),
Glee Cast (2011),
Sufjan Stevens (2012),
Chris Cornell (2016),
Helmut Lotti (2018) und
Dolly Parton (2023).
Verschiedene Musiker geben Prince als Vorbild oder prägenden Einfluss an, etwa Adam Levine, Alicia Keys, Beck, Bruno Mars, D’Angelo, Lenny Kravitz, Macy Gray und OutKast.
Auch deutsche Musiker wie beispielsweise das Palast Orchester featuring Max Raabe (2001), Joy Denalane (2004), Roger Cicero mit Soulounge (2004), Texas Lightning (2005),
Uwe Schmidt unter dem Pseudonym Señor Coconut (2008), Lisa Wahlandt (2010), Barbara Morgenstern (2011) und David Garrett (2017) interpretierten Songs von Prince neu. Die erste deutschsprachige Version eines Prince-Titels nahm Michy Reincke im Jahr 1992 auf; seine Version Ich bin nicht Dein Mann basiert auf dem Song I Could Never Take the Place of Your Man vom Album Sign “☮” the Times und Adel Tawil macht im Song Lieder (2013) Anspielungen auf die Songs Purple Rain und When Doves Cry. Ferner nahm Schlagersängerin Helene Fischer Purple Rain in die Setlist ihrer Farbenspiel-Tournee (2014) auf.
Die Schweizer Rockband Züri West nahm mit I ha di gärn gha (1994) eine schweizerdeutsche Version von When You Were Mine vom Album Dirty Mind auf und der österreichische Jazzmusiker David Helbock veröffentlichte 2012 ein Album mit Songs von Prince.
Einige Songs von Prince wurden nicht durch ihre Originalversion, sondern erst durch Neuaufnahmen anderer Musiker bekannt. Chaka Khan verzeichnete 1984 mit I Feel for You einen internationalen Top-Ten-Hit, und Sinéad O’Connor erzielte 1990 mit der Single Nothing Compares 2 U einen Welterfolg. Ursprünglich hatte Prince diesen Song für die Band The Family – sein damaliges Nebenprojekt – geschrieben, die Nothing Compares 2 U bereits im August 1985 auf ihrem Album The Family veröffentlichte. Eine von Prince selbst interpretierte Version erschien erst 1993 auf The Hits/The B-Sides, gesungen als Live-Duett mit Rosie Gaines.
Prince seinerseits coverte sehr selten Songs anderer Künstler, um sie auf eigenen Studioalben zu veröffentlichen; lediglich auf Emancipation (1996), Rave Un2 the Joy Fantastic (1999), One Nite Alone … (2002), Lotusflow3r (2009) und Plectrumelectrum (2014) sind von ihm interpretierte Songs anderer Musiker zu finden.
Zudem komponierte Prince, zum Teil unter Pseudonymen wie beispielsweise Alexander Nevermind, Camille, Christopher, Jamie Starr und Joey Coco, Songs für diverse Künstler. Zu diesen gehören Stevie Nicks (1983 Stand Back),
Sheena Easton (1984 Sugar Walls),
The Bangles (1985 Manic Monday),
Kenny Rogers (1986 You’re My Love),
Madonna (1989 Love Song),
Patti LaBelle (1989 Yo Mister),
Joe Cocker (1991 Five Women),
Martika (1991 Love… Thy Will Be Done),
Paula Abdul (1991 U),
Céline Dion (1992 With This Tear),
Earth, Wind and Fire (1993 Super Hero) und
No Doubt (2001 Waiting Room).
Ferner schrieb Prince Songs für Miles Davis, die dieser aber nie als Studioversionen herausbrachte. Am 31. Dezember 1987 trat Davis als Gast bei einem Prince-Konzert im Paisley Park Studio für zirka fünf Minuten auf. Als Miles Davis am 28. September 1991 starb, schrieb Prince zwei Tage später als Erinnerung an ihn das Instrumentallied Letter 4 Miles, das er damals aber nicht veröffentlichte und erst postum auf dem Album Diamonds and Pearls Deluxe aus dem Jahr 2023 zu finden ist.
Außerdem gründete Prince Bands wie Apollonia 6, Madhouse, The Family, The New Power Generation und The Time. Er schrieb und produzierte für diese Bands Songs und unterstützte als Mentor unter anderem die Karrieren von Andy Allo, Carmen Electra, Jill Jones und Sheila E. Als die musikalischen Laufbahnen von Chaka Khan, George Clinton und Mavis Staples kommerziell in einem Tief waren, nahm Prince diese Künstler bei seinen Labels Paisley Park Records beziehungsweise ab 1994 NPG Records unter Vertrag. Er schrieb für sie Songs, so dass die genannten Musiker ihre Karrieren fortsetzen konnten.
Gelegentlich agierte Prince als Gastmusiker; beispielsweise sang er im Jahr 1999 die Backing Vocals für Ani DiFranco, spielte 2002 Keyboard für Common, 2005 E-Gitarre für Stevie Wonder, 2013 Bassgitarre für Janelle Monáe und 2015 diverse Instrumente für Judith Hill.

### Konzerte

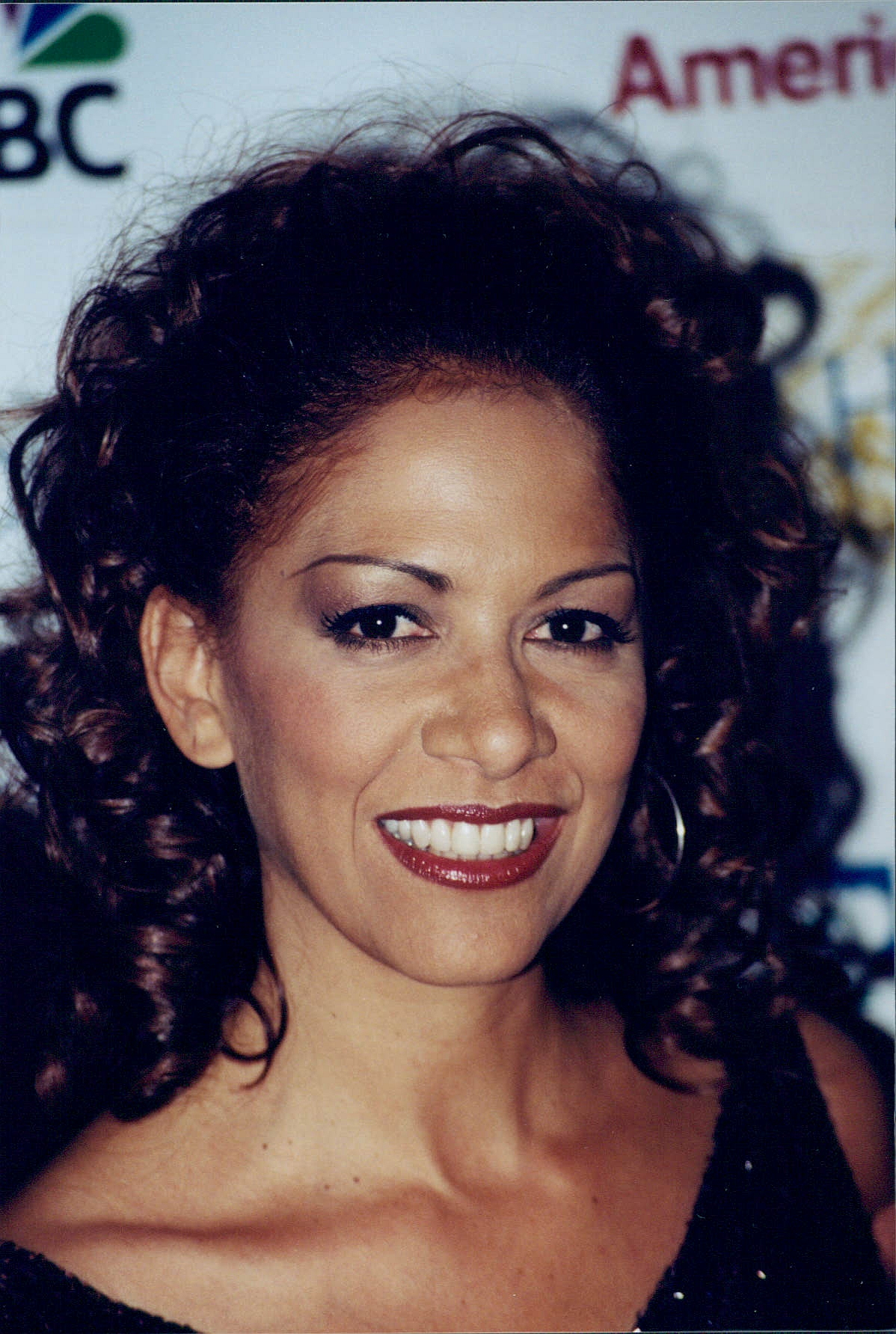
Sheila E., 2000

Prince ging in seiner Karriere auf über 30 Tourneen. Er übernahm an seinen Konzerten nicht nur den Gesang, sondern betätigte auch verschiedene Musikinstrumente. So spielte er bei seinen Auftritten regelmäßig Gitarre oder Klavier, an dem er zuweilen ein zirka 15-minütiges Medley gab. Gelegentlich griff er auch zu Schlagzeug, Bass oder Synthesizer. Die typischen Prince-Konzerte der 1980er und 1990er Jahre waren glamouröse Bühnenshows mit ausgefeilten Choreografien und dutzenden Kostümwechseln. Ab dem 21. Jahrhundert verzichtete Prince weitgehend auf solche Showeffekte und konzentrierte sich stärker auf seine eigentlichen musikalischen Fähigkeiten; beispielsweise gestaltete er jedes Konzert durch eine andere Songauswahl individuell. Bei seinen Livekonzerten wurde Prince von den Musikern und Hintergrundsängerinnen begleitet, die auch bei den Aufnahmen seiner jeweils aktuellen Studioalben mitwirkten. Sheila E. gastierte von 1984 bis 2011 gelegentlich bei Prince auf der Bühne.
Sein Konzertdebüt gab Prince am 5. Januar 1979 in Minneapolis vor zirka 300 Zuschauern. Vor diesem Konzert hatte er gestanden, er finde es extrem schwierig, vor einem Publikum zu spielen. 1980 trat Prince mit seiner damaligen Band als Vorgruppe von Rick James auf und begleitete ihn zwei Monate lang bei dessen Fire-It-Up-Tour und sammelte dadurch Live-Erfahrung.
Im Frühjahr 1981 gab Prince erstmals Konzerte in Europa, doch die Club-Auftritte in Amsterdam, London und Paris fanden keine größere Beachtung; er war damals in Europa noch zu unbekannt. Ein Tiefpunkt in seiner Karriere waren im Oktober 1981 zwei Konzerte im Los Angeles Memorial Coliseum. Damals trat er mit seiner Band als Vorgruppe von The Rolling Stones auf, um Werbung für sein viertes Album Controversy zu machen. Doch die Auftritte wurden zum Debakel: Buhrufe und fliegende Wurfgeschosse sorgten dafür, dass Prince sein erstes Konzert am 9. Oktober nach 15 Minuten abbrach; das zweite Konzert am 11. Oktober spielte er trotz erneut fliegender Wurfgeschosse zu Ende.
Drei Jahre danach stand Prince auf dem kommerziellen Höhepunkt seiner Karriere, und die Purple-Rain-Tour von 1984 bis 1985 avancierte mit 1,75 Millionen Besuchern in den USA zu seiner erfolgreichsten Tournee in seiner Karriere. Seine erste Welttournee führte ihn 1986 unter anderem erstmals nach Deutschland und Japan.
Nachdem Prince 1993 seinen Künstlernamen geändert hatte, wählte er die Songs für seine Konzerte anders aus. So verzichtete er in den Jahren 1994 bis 1996 auf Hits wie When Doves Cry, Purple Rain oder Kiss. Stattdessen spielte er unter anderem Songs, die zu dem Zeitpunkt noch gar nicht veröffentlicht waren. Erst 1997 bei der erfolgreichen Jam-of-the-Year-Tour durch die USA und Kanada griff Prince wieder auf Songs zurück, die ihn bekannt gemacht hatten. Die Tournee spielte 30 Millionen US-Dollar ein.

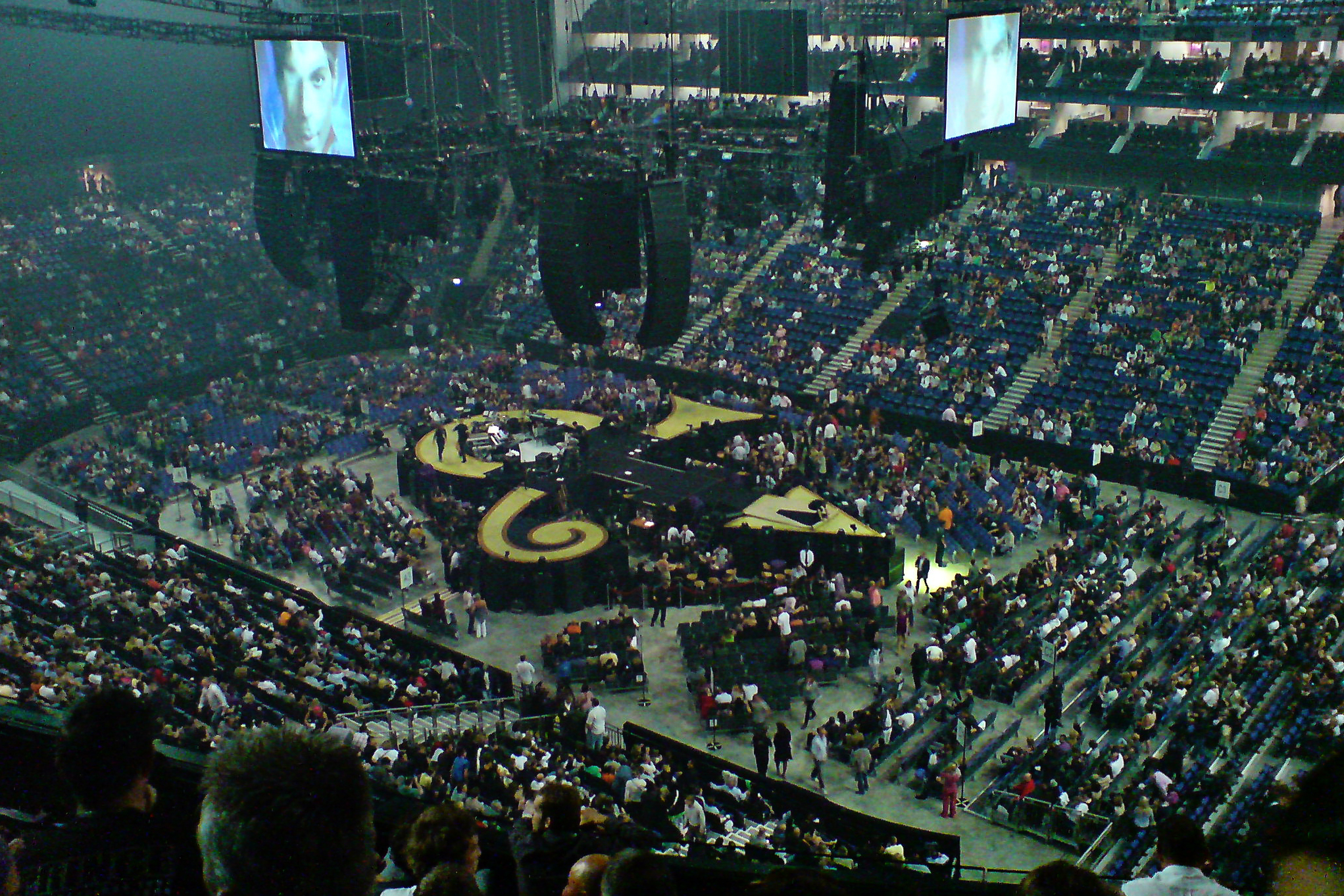
Prince’ Bühne bei seinen 21 Konzerten in London im Jahr 2007 und bei seiner Welcome-2-America-Tour in den USA im Jahr 2011

Auch die Musicology-Tour im Jahr 2004 war erfolgreich, sie wurde in den USA von ungefähr 1,5 Millionen Menschen besucht und spielte 87 Millionen US-Dollar ein. „Real music 4 real music lovers“ („Echte Musik für richtige Musikliebhaber“) lautete der Slogan dieser Tournee, bei der jeder Konzertbesucher ein Exemplar der Album-CD geschenkt bekam. Vom 1. August bis zum 21. September 2007 gab Prince 21 Konzerte in der O2-Arena in London, die alle ausverkauft waren und 22 Millionen US-Dollar einspielten. Jeder Konzertbesucher bekam mit Planet Earth erneut ein Exemplar einer Prince-CD geschenkt, und am 13. September gastierte Elton John bei ihm live auf der Bühne.
Im 21. Jahrhundert spielte Prince mehrfach bei Musikfestivals, was er zuvor selten getan hatte. So trat er in den Jahren 2007, 2009 und 2013 beim Montreux Jazz Festival auf, nahm 2008 am Coachella Valley Music and Arts Festival teil und trat 2010 beim Roskilde Festival auf. Von Dezember 2010 bis September 2012 war Prince mit The New Power Generation mit der Welcome-2-America-Tour weltweit unterwegs. Während des Tourabschnitts in den USA traten diverse Gastmusiker auf, beispielsweise Alicia Keys, Carlos Santana, Janelle Monáe, Nicole Scherzinger und Whitney Houston. In den Jahren 2013 und 2014 trat Prince vorwiegend mit seiner Begleitband 3rdEyeGirl live auf.
Am 13. Juni 2015 gab Prince ein Livekonzert vor 500 geladenen Gästen im Weißen Haus. Gastgeber waren Barack Obama und seine Ehefrau Michelle Obama. Unter anderem trat Stevie Wonder bei Prince auf der Bühne auf und unter den Zuschauern befanden sich beispielsweise Politiker wie Arne Duncan, Eric Holder und Susan Rice, Schauspieler wie Angela Bassett, Connie Britton, Tracee Ellis Ross und Tyler Perry sowie Musiker wie Ciara, James Taylor und Jon Bon Jovi. Anlass des Prince-Konzerts war der „African-American Music Appreciation Month“ („Monat der afro-amerikanischen Musik“), der jedes Jahr im Monat Juni in den USA gefeiert wird.
Prince’ letzte Tournee Piano & A Microphone vom 16. Februar bis zum 14. April 2016 führte durch Australien, Neuseeland, Kanada und die USA.

### Aftershows

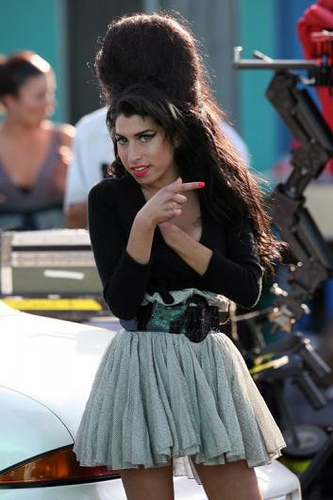
Amy Winehouse († 2011) trat 2007 bei einer Aftershow von Prince auf

Ab 1986 spielte Prince nach seinen Konzerten gelegentlich Aftershows. Manchmal wurden diese Zusatzkonzerte nach dem Ende seiner Hauptkonzerte über Lautsprecher angekündigt, manchmal wurde die Location über Mundpropaganda und Twitter publik gemacht. Seine Aftershows begannen nach Mitternacht und fanden in kleineren Musikclubs vor zirka 300 bis 1.000 Zuschauern statt. Bei den Aftershows entstand meist eine intimere Atmosphäre zwischen Prince und dem Publikum, da er auf Bühnenshows, Choreografien und die aufwendigen Lightshows seiner Hauptkonzerte verzichtete.
Die Songauswahl gestaltete Prince anders als bei seinen Hauptkonzerten; er verzichtete oftmals auf seine Top-Ten-Hits. Keine Seltenheit waren dagegen zehnminütige Instrumentalversionen von beispielsweise Billy-Cobham-, Duke-Ellington- oder Miles-Davis-Songs und Coverversionen von Aretha Franklin, Carlos Santana, James Brown, Jimi Hendrix, Mother’s Finest, Parliament / Funkadelic oder Sly & the Family Stone. Seine Begleitsänger nahmen eine wesentlich größere Rolle als beim Hauptkonzert ein und interpretierten gelegentlich als Solisten Songs, bei denen Prince sich dann auf die Begleitung durch Instrumente wie Gitarre, Schlagzeug oder Bass konzentrierte.
Höhepunkte mancher Aftershows von Prince waren Gastauftritte bekannter Musiker. Bei solchen Live-Anlässen spielte er unter anderem zusammen mit
Eric Clapton (14. August 1986 in London),
Ron Wood (26. Juli 1988 in London),
Buddy Miles (6. April 1993 in Chicago),
Bono (31. März 1995 in Dublin),
Rufus Thomas (24. August 1997 in Memphis),
Hans Dulfer und
Lenny Kravitz (beide am 24. Dezember 1998 in Utrecht),
Alicia Keys (10. April 2002 in New York),
Amy Winehouse (22. September 2007 in London),
Janelle Monáe (30. Dezember 2010 in New York) sowie
Flavor Flav und Seal (beide am 13. Mai 2012 in Sydney).

### Verteidigung geistigen Eigentums
In den 1990er Jahren begann Prince, sein geistiges Eigentum konsequent zu schützen; so brachte er insbesondere in den 2000er Jahren verschiedene Fälle von Urheberrechtsverletzungen vor Gericht.
Im Jahr 1992 verklagte Prince die Hip-Hop-Gruppe Arrested Development, weil die Band unerlaubterweise das Wort „Tennessee“ für ihre gleichnamige Single aus Prince’ Top-Ten-Hit Alphabet St. (1988) gesampelt hatte. Arrested Development musste schließlich 100.000 US-Dollar an Prince bezahlen. Prince’ damaliger Rechtsanwalt L. Londell McMillan verbot im Jahr 1998 Reportern, bei Interviews ein Aufnahmegerät mitlaufen zu lassen. Zur Begründung sagte er, Prince wolle verhindern, dass sein Image, sein Abbild oder seine Stimme in einer Weise verwendet werde, wie sie ursprünglich nicht vorgesehen gewesen sei. Anfang 1999 beauftragte Prince eine Anwaltskanzlei, gerichtlich gegen diverse Fanseiten im Internet vorzugehen. Er warf den Betreibern der Webseiten vor, von seinem Image zu profitieren und bewusst den Eindruck zu vermitteln, er billige ihre Seiten. Zudem wurde ihnen Urheberrechtsverletzung vorgeworfen, weil sie das Prince-Symbol für ihre Zwecke nutzten.
2006 reichte Prince eine Klage vor dem Landgericht Berlin ein, weil in Deutschland eine DVD mit einem illegalen Prince-Konzertmitschnitt aus dem Jahr 1983 vertrieben wurde. Das zuständige Gericht gab seiner Klage in allen Teilen statt und die DVD durfte nicht mehr verkauft werden. Ab September 2007 ging Prince mit Hilfe des Unternehmens Web Sheriff juristisch gegen Fälle angeblicher Urheberrechtsverletzungen unter anderem auf dem Videoportal YouTube vor. Eine Mutter aus Pennsylvania hatte ein 29-sekündiges Video auf YouTube veröffentlicht, auf dem ihr Kleinkind zum Song Let’s Go Crazy von Prince tanzt. Prince ließ das Video entfernen und befand sich anschließend in einem Rechtsstreit mit der Mutter, doch im August 2008 wurde der Fall zugunsten der Mutter entschieden. Auch das Musikvideo zu seiner Coverversion des Songs Creep der Band Radiohead ließ Prince 2008 von YouTube entfernen, weil er sich als Copyrightinhaber betrachtete. Thom Yorke, Sänger von Radiohead, setzte sich jedoch dafür ein, dass das Video wieder online angeschaut werden kann. Dennoch ging Prince weiterhin in entsprechenden Fällen juristisch vor. So durften keine Handyvideo-Aufnahmen von Prince-Konzerten im Internet veröffentlicht werden. John Giacobbi vom Unternehmen Web Sheriff sagte, durch die Warner-Bros.-Auseinandersetzung sei Prince klüger bezüglich des Schützens seiner Rechte geworden; sei es damals um Schallplatten und CDs gegangen, so kämpfte er im Digitalzeitalter für seine Online-Rechte.
Im Jahr 2010 ließ Prince das Symbol, das er im Zeitraum von 1993 bis 2000 als Pseudonym benutzt hatte, vom Albumcover der Michael-Jackson-CD Michael noch vor deren Veröffentlichung entfernen. Im Juni 2011 bemerkte Prince gegenüber der britischen Tageszeitung The Guardian, er sollte „ins Weiße Haus gehen, um darüber zu sprechen, wie man das Urheberrecht schützen kann.“ 2013 reichte er bei Twitter Inc. eine Unterlassungserklärung ein, da über das Videoportal Vine in acht Videos bewegtes Bildmaterial mit Tonaufnahmen von ihm gezeigt worden sind, die er dafür nicht freigegeben habe. Daraufhin entfernte Vine die Videos.
Im Januar 2014 reichte Prince eine Klage bei einem Gericht in San Francisco in Kalifornien über 22 Millionen US-Dollar gegen 22 Raubkopierer ein, die Bootlegs von Konzert-Mitschnitten des Musikers produzierten und über das Internet verbreiteten und hochgeladen haben sollen. „Niemand verklagt Fans“, sagte Prince in einem Interview. Musik miteinander zu teilen sei „cool“, aber nicht der Verkauf von Bootlegs. Bereits im Februar zog Prince die Klage wieder zurück, da die Beklagten sämtliche illegalen Uploads entfernt hatten.

## Film

### Prince als Schauspieler und Filmregisseur

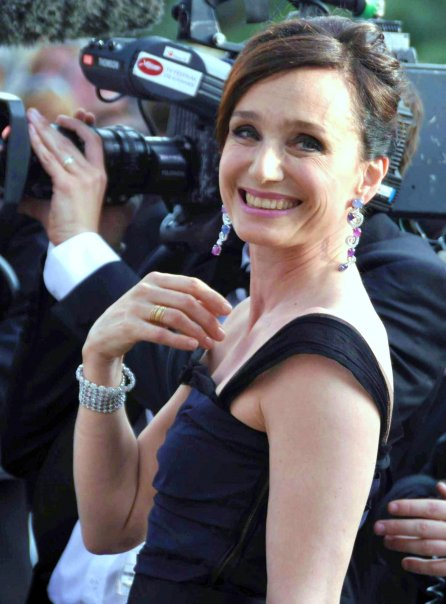
Kristin Scott Thomas gab im Film Under the Cherry Moon ihr Kinodebüt

In den Jahren 1984 bis 1990 war Prince als Schauspieler und Filmregisseur tätig. An sein erfolgreiches Schauspieldebüt im Musikfilm Purple Rain konnte er jedoch anschließend nicht mehr anknüpfen. Zwar ist er Hauptdarsteller dreier weiterer Filme, in denen er zusätzlich auch Regie führte, doch keiner von diesen erreichte nur annähernd den kommerziellen Erfolg seines Leinwanddebüts.
Purple Rain lief am 27. Juli 1984 in den US-amerikanischen Kinos an. Mit einem Budget von sieben Millionen Dollar gelang es Regisseur und Drehbuchautor Albert Magnoli, einen kommerziellen Erfolg zu erzielen, da der Film damals knapp 70 Millionen US-Dollar in US-amerikanische Kinokassen einspielte und weltweit 156 Millionen US-Dollar. Prince spielt in dem Film einen jungen Musiker, der im Musikclub First Avenue in Minneapolis den Durchbruch schaffen möchte. Die Hauptdarstellerin ist Apollonia Kotero. 1985 erhielt Prince für den Film einen Oscar in der Kategorie „Beste Filmmusik“.
Die US-Premiere des Schwarzweißfilms Under the Cherry Moon fand am 1. Juli 1986 statt. Prince, diesmal selbst Filmregisseur, spielt einen Gigolo, der sich an der Côte d’Azur in eine Tochter aus reichem Hause verliebt. Diese wird von Kristin Scott Thomas gespielt, die damals ihr Kinodebüt gab. Doch der Film geriet zum Misserfolg: Er kostete zwölf Millionen US-Dollar, spielte aber nur zehn Millionen US-Dollar ein und erhielt mehrere Goldene Himbeeren. Prince erhielt diesen Negativpreis bei der Verleihung 1987 in den Kategorien „schlechtester Hauptdarsteller“ und „schlechteste Regie“ sowie „schlechtester Filmsong“ für den Song Love or Money – die B-Seite der Grammy-gekrönten Single Kiss. Zudem wurde Jerome Benton zum „schlechtesten Nebendarsteller“ gewählt und Under the Cherry Moon zum „schlechtesten Film“ des Jahres 1986.
Dessen ungeachtet führte Prince erneut Regie in einem Film, diesmal bei dem Konzertfilm Prince – Sign O’ the Times, der am 20. November 1987 in US-amerikanischen Kinos anlief. Der Film besteht überwiegend aus Konzertaufnahmen in Rotterdam und Antwerpen während Prince’ Europatournee 1987. Ergänzend wurden einige Szenen im Paisley Park Studio in Chanhassen gedreht. Nach dem kommerziellen Misserfolg des Vorgängerfilms Under the Cherry Moon unterstützte die Filmabteilung von Warner Bros. den Film jedoch nicht, so dass Prince einen anderen Verleih suchen musste. Prince – Sign O’ the Times kostete 2,5 Millionen US-Dollar und spielte drei Millionen US-Dollar ein. Von Kritikern wurde der Film sehr positiv bewertet.
Graffiti Bridge ist der letzte Film, in dem Prince Regie führte. Er übernahm abermals die Hauptrolle und war auch als Drehbuchautor tätig. Madonna war ursprünglich als Hauptdarstellerin vorgesehen, doch sie lehnte die Rolle ab, nachdem sie das Drehbuch gelesen hatte. Stattdessen übernahm Ingrid Chavez (* 1965) die weibliche Hauptrolle. Ferner wirkten George Clinton, Jill Jones, Jimmy Jam und Terry Lewis, Mavis Staples und Tevin Campbell in kleinen Nebenrollen mit, indem sie sich selbst spielen. Er wolle kein Francis Ford Coppola werden, gab Prince nach der US-amerikanischen Kinopremiere am 2. November 1990 zu. Graffiti Bridge war als Fortsetzung des Kinoerfolgs Purple Rain konzipiert, blieb jedoch wiederum hinter den Erwartungen zurück: Der Film kostete sieben Millionen US-Dollar, spielte jedoch in den USA nur 4,2 Millionen Dollar ein. Prince wurde erneut mehrfach für die Goldene Himbeere nominiert, blieb bei der Verleihung 1991 jedoch von einem Preis verschont.

### Sonstige Filmprojekte

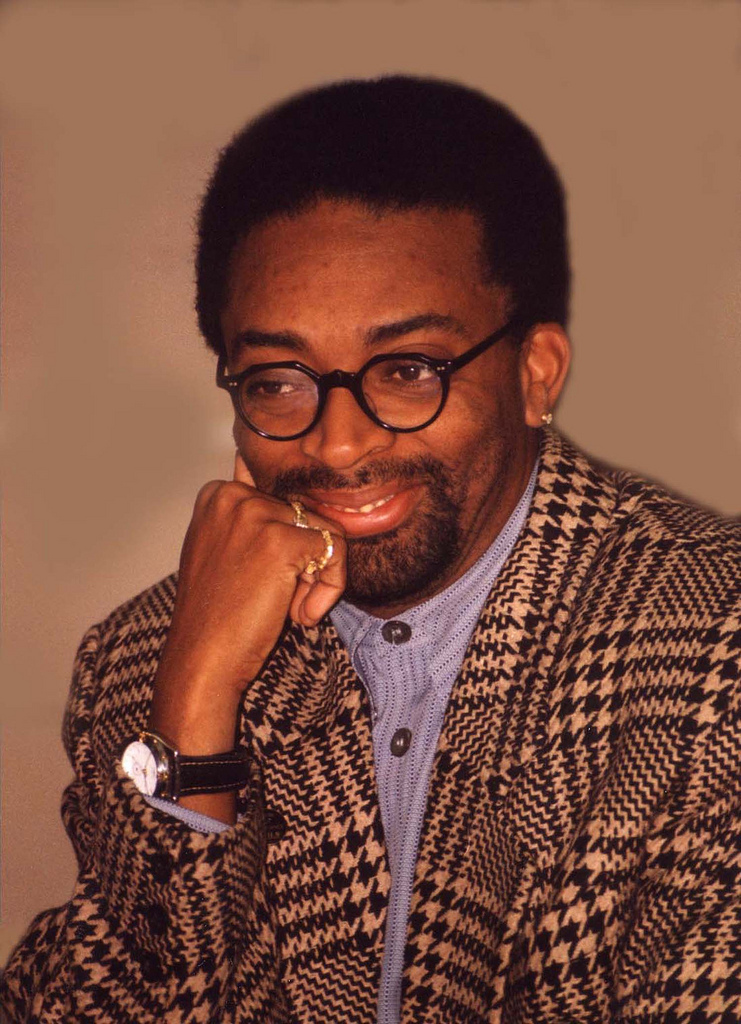
Spike Lee, 1996

Ohne selbst als Schauspieler aufzutreten, wirkte Prince an verschiedenen weiteren Filmprojekten mit. Im Juni 1989 lief der Film Batman in den US-amerikanischen Kinos an, der zu einem der weltweit erfolgreichsten Filme des Jahres wurde. Prince steuerte den gleichnamigen Soundtrack bei, diverse Songs des Albums Batman sind im Film zu hören. Im März 1996 kam der Film Girl 6 von Spike Lee in die US-amerikanischen Kinos und der Soundtrack des Films besteht aus Musik von Prince-Kompositionen. 1997 trat er als Gast bei Muppets Tonight auf und im Jahr 2014 in einer Episode der US-Sitcom New Girl. Bei beiden Auftritten spielt er sich selbst. Seinen einzigen Golden Globe Award erhielt Prince 2007 in der Kategorie Bester Filmsong für den Song The Song of the Heart, den er zum Soundtrack des Computeranimationsfilms Happy Feet beisteuerte.
Zudem wird Prince seit den 1980er Jahren gelegentlich im US-amerikanischen Film thematisiert oder zitiert; so macht Spike Lee in seinem Film Do the Right Thing aus dem Jahr 1988 positive Anspielungen auf Prince als Identifikationsfigur für Afroamerikaner. Ein anderes Beispiel ist der 1990 erschienene Kinofilm Pretty Woman, in dem die von Julia Roberts gespielte Titelfigur einige Zeilen des Songs Kiss in der Badewanne singt und kurz darauf über Prince spricht.
Ferner sind Prince-Songs in verschiedenen Filmen zu hören, wie beispielsweise in Lockere Geschäfte (1983), Showgirls (1995), Striptease (1996), William Shakespeares Romeo + Julia (1996), Scream 2 (1997), Get Rich or Die Tryin’ (2005), P.S. Ich liebe Dich (2007), Nie wieder Sex mit der Ex (2008), Gullivers Reisen – Da kommt was Großes auf uns zu (2010), BlacKkKlansman (2018) und Der Prinz aus Zamunda 2 (2021).

## Rezeption
Zu Lebzeiten wurden in Prince’ Karriere über 100 Millionen seiner Tonträger verkauft. Nachdem er 1993 seinen Künstlernamen in ein unaussprechbares Symbol geändert hatte, nahm sein kommerzieller Erfolg ab. Vor der Namensänderung hatten die meisten seiner Albumveröffentlichungen in den USA Platinstatus erreicht, die Alben danach erreichten diesen Status nur noch sehr selten. Erst nachdem Prince im Jahr 2000 wieder seinen ursprünglichen Künstlernamen angenommen hatte und 2004 zu einem Major-Label zurückgekehrt war, erreichte er wieder Top-Ten-Platzierungen in den internationalen Hitparaden.
Von 1978 bis 2015 brachte Prince 39 Studioalben heraus, von denen in den USA 19 die Top Ten erreichten und vier davon Platz eins der Charts. In den US-Singlecharts war er mit 19 Singles in den Top Ten vertreten, davon erreichten fünf die Spitzenposition. In Deutschland brachte Prince 13 Alben in die Top Ten, doch Platz eins blieb ihm verwehrt. In den deutschen Singlecharts kamen vier seiner Songs in die Top Ten, die höchste Platzierung erzielte Kiss, das 1986 Platz vier erreichte.
Prince galt als Workaholic und sagte 1986 in einem Radiointerview, er habe noch 320 unveröffentlichte Songs in seinem Safe liegen. Nach offiziellen Angaben brachte er in seiner Karriere knapp 900 Songs heraus, von denen einige nicht durch ihn selbst, sondern durch andere Musiker veröffentlicht wurden. Zudem komponierte er viele Songs und einige Alben wie Camille und Dream Factory, die er nicht veröffentlichte. Letztendlich schrieb Prince in seinem Leben über 1.000 unveröffentlichte Songs.

### 1980er Jahre

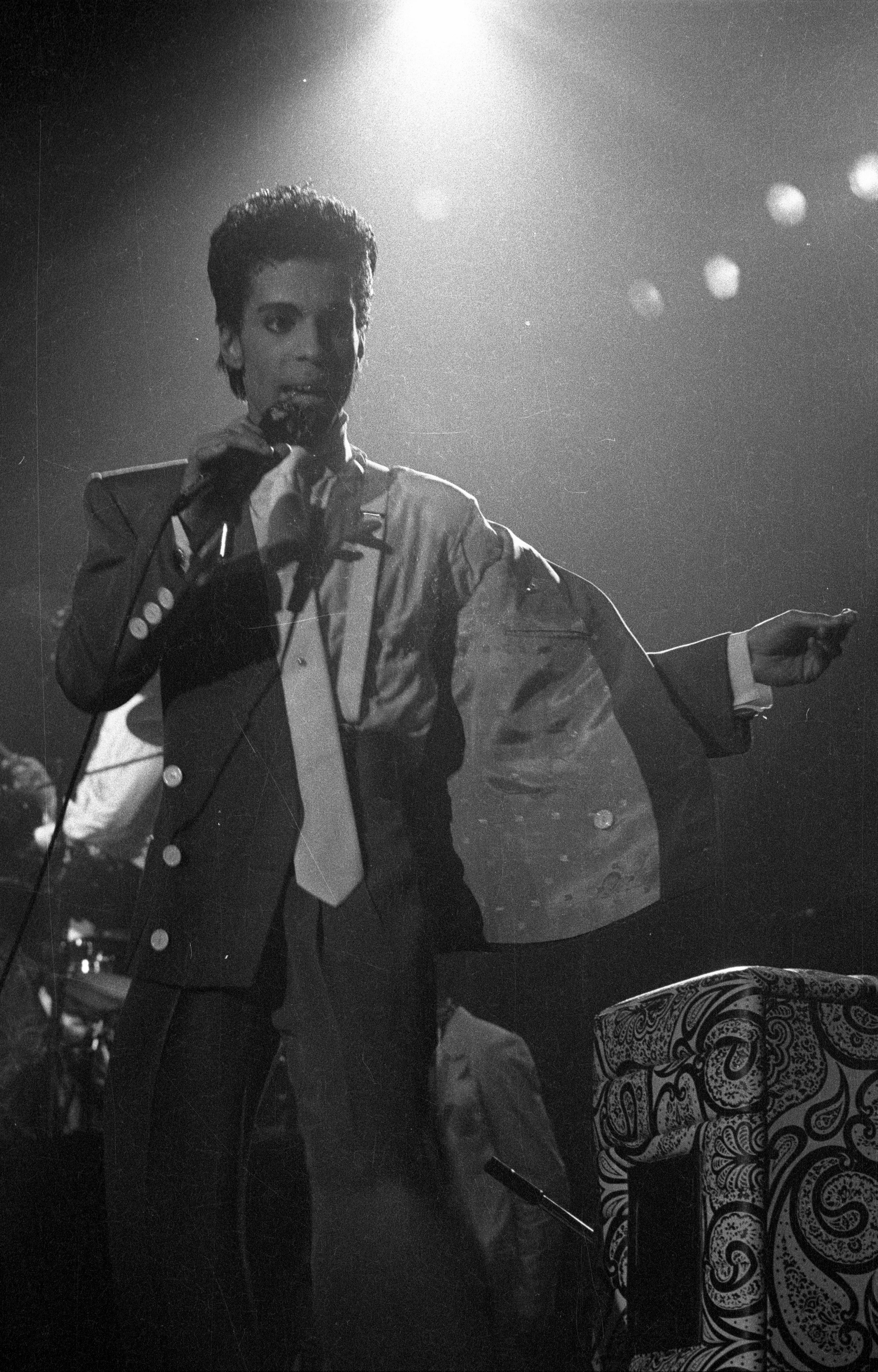
Prince, 1986

Den kommerziellen Erfolg von Prince in den 1980er Jahren analysierte Der Spiegel: „Ganz wesentlich hängt dieser Erfolg zusammen mit seinen überdurchschnittlichen Talenten als Komponist, Produzent, Texter und als Erfinder synthetischer Klangfarben. Außerdem ist er ein virtuoser musikalischer Handwerker.“ Die Frankfurter Allgemeine Zeitung (FAZ) nannte Prince einen „hochtalentierten Komponisten“ und schrieb: „Dieses Talent, vom Selbstzitat weitestgehend entfernt, hat Prince etwas ermöglicht, was im Popgeschäft sonst kaum denkbar erscheint, nämlich hohen musikalischen Anspruch mit kommerzieller Wirklichkeit zu verbinden. Auf der einen Seite ‚Music for musicians sake‘ machen zu können – also von aktiven Musikerkollegen wie etwa Sting oder Bryan Ferry gehört und geschätzt zu werden – und anderseits die breite Masse anzuziehen.“ In einem weiteren Artikel meinte die FAZ jedoch: „Prince verkauft sich mit der für amerikanische Idole häufig typischen Mischung aus weltanschaulicher Naivität und gezielter Image-Strategie.“ Der Melody Maker konstatierte bezogen auf Prince schlicht: „Dieser Mann ist wahrlich ein Genie!“ Der Musikjournalist Barry Graves hielt Prince für sehr polarisierend: Man empfinde Prince gegenüber „nur völlige Abneigung oder totale Sympathie.“ Außerdem schrieb Graves: „Prince bietet eben mehr als nur eine geile Geste, er führt Lust und Frust, großes Drama und sachte Poesie, Power und Verletzlichkeit vor – die komplette Potential-Palette der Rockmusik. […] Er kann alles und zeigt alles her“.
Musikerkollegen äußerten sich ebenfalls über Prince; Bob Dylan bezeichnete ihn als „Wunderknabe“ und Eric Clapton meinte: „Es gibt niemanden, den ich je getroffen habe, der einfach sagen kann: ‘Nun, er ist OK’. Entweder hasst man ihn oder man liebt ihn.“ Randy Newman gab zu: „Ich bewundere Prince. Er hat etwas zu sagen. Ich ziehe ihn Springsteen und eigentlich auch jedem anderen Musiker vor. Er probiert neue Dinge aus. Und er riskiert auch einmal Sachen, die die Leute in seiner Musik vielleicht nicht auf Anhieb mögen.“ Miles Davis sagte: „Sie würden staunen, wie viel Prince über Musik weiß. Und er spielt so gut wie jeder Jazzmusiker, den ich kenne.“ Eine andere Auffassung vertrat Rick James: „Prince ist ein junger Geistesgestörter. Er ist völlig daneben. Man kann seine Musik nicht ernst nehmen. Er singt Lieder über oralen Sex und Inzest.“ Auch Keith Richards hielt nicht viel von Prince’ Musik, er meinte: „Prince halte ich für total oberflächlich. Er reitet auf einer Welle wie früher The Monkees. Er jongliert sehr geschickt mit den Medien, aber seine Musik ist Kinderkram.“
In den 1980er Jahren berichteten verschiedene Medien über einen angeblichen Konkurrenzkampf zwischen Prince und Michael Jackson, die beide in dieser Zeit kommerziell sehr erfolgreich waren. Auf derartige Vergleiche anspielend, bezeichnete The Face Prince damals als „Luzifers Antwort auf Michael Jackson.“ Der Stern schrieb, die Musik von Prince sei „aufregender als alles, was Michael Jackson je einfallen wird: eine Mischung aus Hardrock und Soul, Punk und Blues, getragen von einer Falsett-Stimme, garniert mit schrillen Gitarren-Soli, die des Meisters Verehrung für Jimi Hendrix deutlich erkennen lassen.“
Das exzentrische Image von Prince beschrieb die Stuttgarter Zeitung im Jahr 1987: „Er belegt im Hotel ‚Graf Zeppelin‘ 27 Einzel-, zehn Doppelzimmer und drei Suiten, weil er ja allein schon fünf Leibwächter dabei hat. Vom Koch ganz zu schweigen, der den Zeppelin-Kollegen über die Schulter schauen soll, damit sie dem Prinzle nicht das Frühstücksei versalzen. Hoheit selbst geruhen zwei Suiten mit ihrer Anwesenheit zu adeln, weil ein Bechsteinflügel und das ganze Body-Building Gerät einfach Platz brauchen. Die eigene Bettwäsche hat er auch einfliegen lassen: weißer Satin mit gelben und rosa Blümchen drauf, als Garnitur zwei Schaffelle. Der Mann will’s gemütlich haben, soviel steht fest.“ Dagegen sagte Cat Glover (* 24. Juli 1962; † 24. September 2024), Prince’ Tänzerin der Jahre 1987 bis 1989, nach dem Tod des Musikers: „Wir waren im Tourbus; Prince fuhr mit uns zu McDonald’s und bestellte Cheeseburger für alle. Das war seine Art zu sagen: ‘Ich kann auch ganz normal sein.’“
In einem Rückblick auf die 1980er Jahre schrieb der Melody Maker 1990 über Prince: „Er war für die achtziger, was Little Richard, Bob Dylan und Johnny Rotten für die fünfziger, sechziger und siebziger Jahre waren.“ Die Süddeutsche Zeitung meinte: „Wenn Elvis die fünfziger Jahre, die Beatles die sechziger Jahre und David Bowie die siebziger Jahre dominierten, dann ist diese Dekade die Dekade eines körperlich kleinen, aber schöpferisch großen Pop-Genies aus Minneapolis.“ Der Musikkritiker Karl Bruckmaier sagte: „Prince ist weit voraus auf seinem Weg ins nächste Jahrzehnt, und wir alle können uns glücklich schätzen, in seinem Tross mitreisen zu dürfen.“

### 1990er Jahre

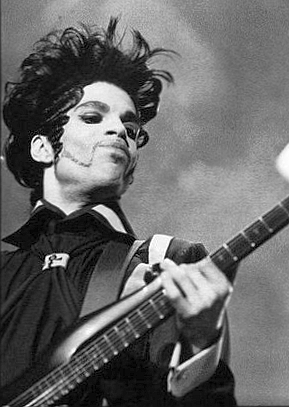
Prince, 1993

In den 1990er Jahren sank Prince’ Popularität zunehmend. Mitverantwortlich dafür war seine Namensänderung im Jahr 1993, über die sich in verschiedenen Medien lustig gemacht wurde. In Anlehnung an die Textzeile „My Name Is Prince – and I am funky“ (1992) schrieb der New Musical Express: „Mein Name ist O(+> – und ich bin übergeschnappt!“ Der US-amerikanische Radiojournalist Howard Stern nannte Prince „Der Künstler, der den Leuten früher mal etwas bedeutete“. Das US-Musikmagazin Rolling Stone schrieb: „Normale Künstler leisten sich mal einen Patzer, aber dieser Typ hat sich auf Public-Relations-Katastrophen spezialisiert, die seine loyalen Fans verwirren und seinen Status als großer genreüberschreitender Innovator des letzten Jahrzehnts gründlich aushöhlen.“
Im Zeitraum von 1993 bis 2000 gab Prince so viele Interviews wie nie zuvor in seiner Karriere, dabei sprach er während dieser Zeit manchmal von sich in der dritten Person. Beispielsweise sagte er dem britischen Magazin Time Out im Jahr 1995: „Prince hat früher nie Interviews gegeben. Sie müssen da schon Prince fragen, weshalb er so gehandelt hat, und im Moment reden sie ja nicht mit ihm. Sie reden mit mir.“ 1999 äußerte er gegenüber der Welt Online: „Ich? Ich hatte keinen Erfolg in den Achtzigern. Prince hatte Erfolge in den Achtzigern.“
Über Prince’ musikalische Qualitäten in den 1990er Jahren urteilte die Entertainment Weekly: „Dieser clevere Bursche kommt immer wieder mit ein paar guten Tricks, aber die Löcher dazwischen werden auf jeder Platte größer“ und die Chicago Sun-Times fragte: „Prince: was ist passiert? In den Achtzigern beherrschte Prince Roger [sic] Nelson die Popmusik ebenso, wie Elvis Presley den Fünfzigern seinen Stempel aufdrückte und John Lennon und Paul McCartney die Sechziger formten. Die mutige Experimentierlust bei Songs wie Kiss und When Doves Cry mit ihren minimalistischen Rhythmustracks und den kantigen Gitarrensoli wurde durch plumpe Anbiederei an den Rapmarkt ersetzt – und durch eine Ästhetik, die mehr von Gleichgültigkeit als von Innovation geprägt ist. Die frische Kraft, die seine besten Songs antrieben – angefangen mit Titeln wie 1999 aus dem Jahr 1982 und auch noch 1990 auf Graffiti Bridge –, scheint mit jeder Platte schwächer zu werden, die in den Neunzigern erscheint.“
Als künstlerischen Lichtblick betrachtete der Rolling Stone 1995 die Veröffentlichung des Albums The Gold Experience: „Bei dieser LP zeigt sich unser ehemaliger Prince von seiner vielseitigsten Seite seit der 1987 erschienenen Sign “☮” the Times.“ In ähnlicher Weise äußerte sich die Detroit Press 1996: „Emancipation erinnert mit Macht daran, dass der frühere Prince zu den kreativsten und innovativsten Musikern des ausgehenden zwanzigsten Jahrhunderts zählt – jedenfalls, wenn er sich Mühe gibt.“ Prince hatte seine eigene Sicht über diese Jahre seiner Karriere; als er 1999 von der The New York Times gefragt wurde, ob sein Album Rave Un2 the Joy Fantastic so etwas wie ein Comebackversuch sei, antwortete Prince: „Ich war doch nie weg.“ Die Entertainment Weekly resümierte, „dass Prince kein auf dem Reißbrett entworfener Popstar ist, sondern ein ungewöhnlicher und brillanter Sonderling mit Kultpotenzial, der nebenbei ein paar Riesenhits gehabt hat.“
Als Prince im Jahr 2000 wieder seinen ursprünglichen Künstlernamen annahm, sagte er auf der anberaumten Pressekonferenz in New York, das unaussprechbare Symbol sei ein Mittel gewesen, sich von „unerwünschten Beziehungen“ zu lösen.

### 21. Jahrhundert

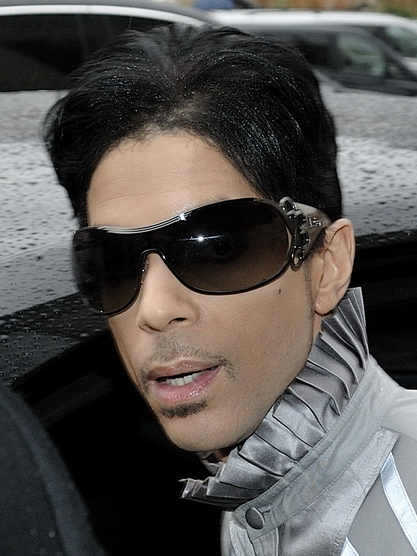
Prince, 2009

2004 wurde Prince in die Rock and Roll Hall of Fame aufgenommen. Alicia Keys und OutKast hielten die Laudatio, wobei Keys folgendes über Prince sagte: „Es gibt nur einen Mann, der so laut ist, dass er dich ganz weich machen kann, so stark, dass er dich schwach macht, und so ehrlich, dass du dich beschämt fühlst.“ Prince hielt ebenfalls eine Rede und sagte unter anderem: „Ohne wahre spirituelle Begleitung kann zu viel Freiheit dazu führen, dass die Seele verdirbt. Daher ein Wort an die jungen Künstler: Ein echter Freund und Mentor steht nicht auf eurer Gehaltsliste. Ich wünsche euch allen das Beste auf diesem faszinierenden Weg. Es ist noch nicht zu spät.“
In der Folge interessierten sich die Medien wieder stärker für Prince. Ebenfalls 2004 erschien sein Album Musicology, in dem mehrere Kritiker ein Comeback von Prince sahen. So schrieb das US-Musikmagazin Rolling Stone: „Seit den frühen Neunzigern schien er sich in seinen eigenen bizarren fixen Ideen zu verrennen – der schwammige, religiös geprägte Fusion-Jazz des 2001 erschienenen Albums The Rainbow Children und die ziellosen Instrumentalimprovisationen von N.E.W.S aus dem Jahr 2003 waren da nur die jüngsten Beispiele. Musicology hingegen ist nun ein so ansprechendes, auf den Punkt gebrachtes und absolut zufrieden stellendes Album, wie Prince es seit ewigen Zeiten nicht mehr aufgenommen hat.“ The Guardian befand, „dass Prince endlich aus der selbstmitleidigen Starre erwacht ist, die nun schon zehn Jahre währt.“ Das E-Zine PopMatters zelebrierte Prince als „einen der Letzten einer aussterbenden Gattung: der generationsübergreifend attraktiven Popikone. Noch ist kein Nachfolger in Sicht, und daher sollten wir dankbar sein, dass ihm noch nicht der Saft ausgegangen ist.“ Doch es gab auch weniger enthusiastische Stimmen. Der New Musical Express meinte, es sei „leider Wunschdenken, wenn man sich einreden wollte, dass Musicology das erste wirklich gute Prince-Album seit seiner besten Zeit in den Achtzigern sei.“ Die Website Pitchfork Media äußerte: „Ich kann nicht nachvollziehen, wie man ernsthaft von einem Comeback sprechen oder andeuten kann, dass er hier zu seiner früheren Bestform zurückkehrt.“
Im Jahr 2010 wurde Prince mit einem BET Award für sein Lebenswerk ausgezeichnet. Stephen G. Hill, Präsident der BET-Gesellschaft, hob seinen „einzigartigen Stil“ hervor und sagte: „Prince ist dynamisch, Prince ist genial, Prince ist Musik.“ 2011 aktualisierte der Rolling Stone seine Liste der 100 größten Musiker aller Zeiten, in der es Prince auf Platz 27 setzte.
2013 wurde Prince hinter Bruce Springsteen auf Platz 2 der „Derzeit 50 besten Live-Acts“ vom Rolling Stone gewählt, und 2015 erstellte die gleiche Zeitschrift eine Liste der 100 größten Songwriter aller Zeiten, in der es ihn auf Rang 18 platzierte. Ferner wurde Prince als Mitglied in die Academy of Motion Picture Arts and Sciences aufgenommen, die jedes Jahr die Oscar-Gewinner wählt.

### Postum

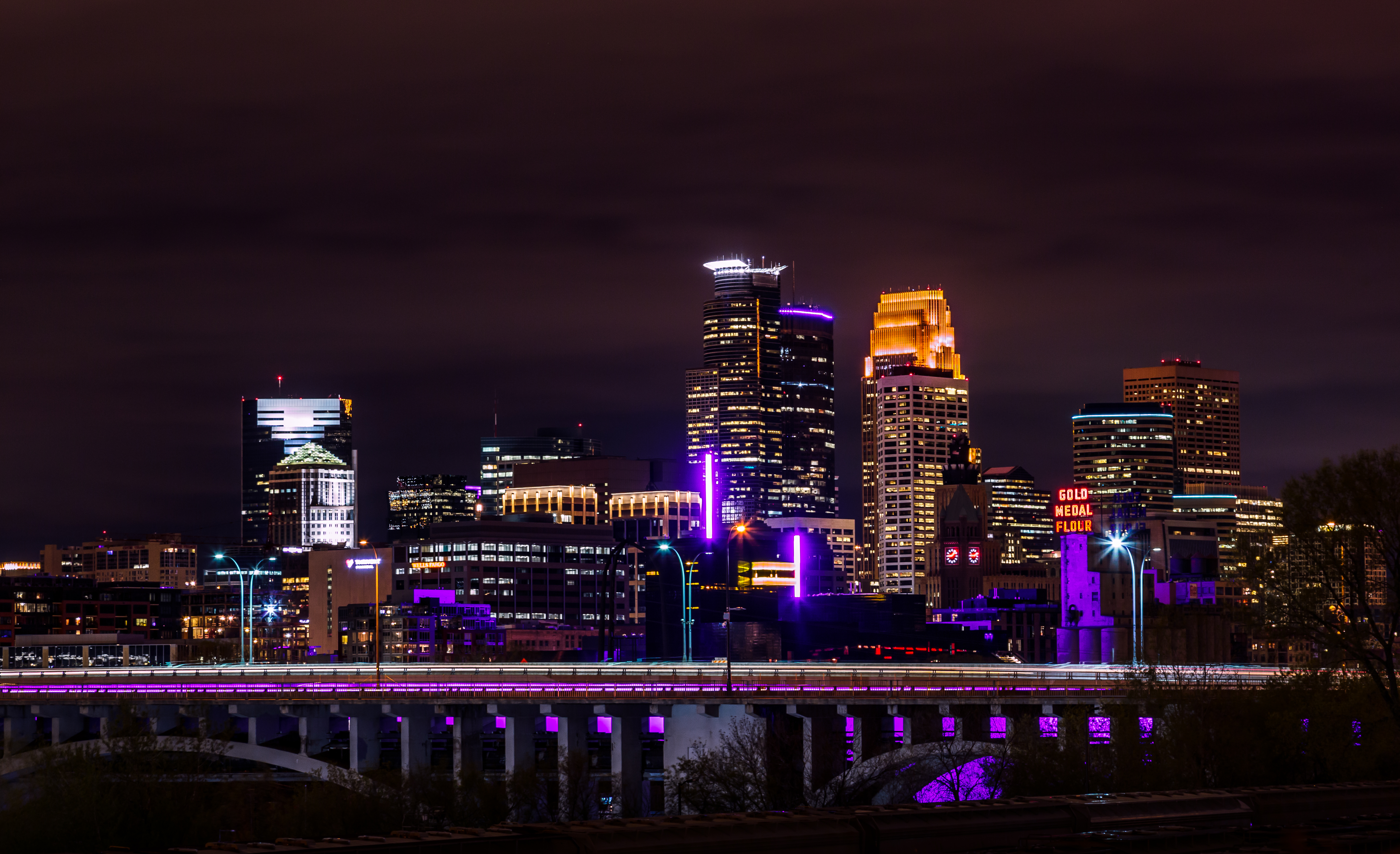
Die Skyline von Minneapolis leuchtete in Gedenken an Prince am 21. April 2016 lilafarben

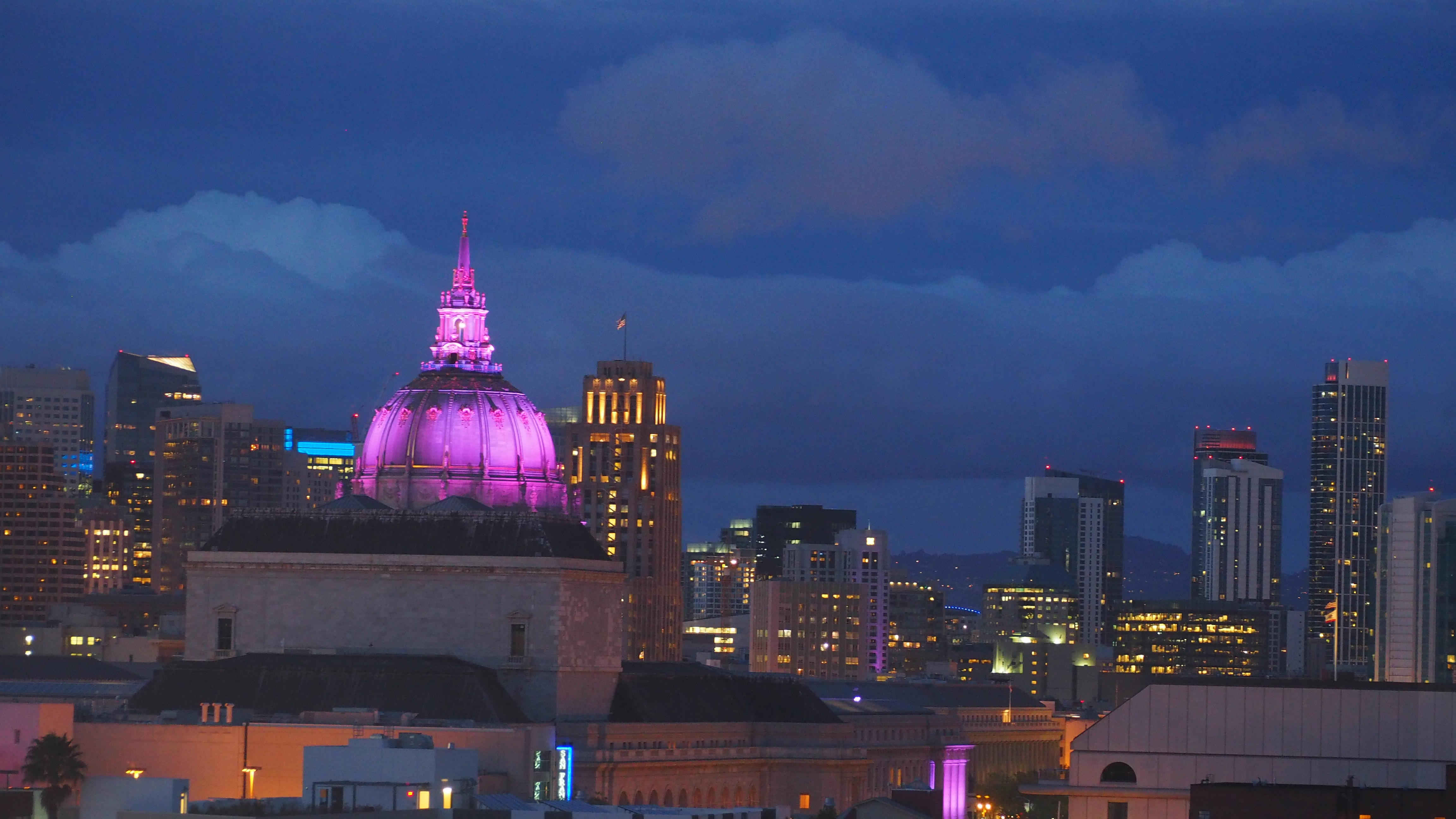
Die Kuppel von der City Hall in San Francisco wurde ebenfalls lila beleuchtet

Nach Prince’ Tod am 21. April 2016 äußerten sich sehr viele Prominente über den Musiker, beispielsweise sagte der damalige Präsident der Vereinigten Staaten Barack Obama: „Heute hat die Welt eine kreative Ikone verloren. Nur wenige Künstler haben den Klang und die Entwicklung der populären Musik deutlicher beeinflusst oder so viele Menschen mit ihrem Talent berührt. Er war ein virtuoser Instrumentalist, ein brillanter Bandleader und ein elektrisierender Künstler.“ Bono von U2 twitterte: „Ich traf nie Mozart, ich traf nie Duke Ellington oder Charlie Parker. Ich traf nie Elvis. Aber ich traf Prince“. Bruce Springsteen äußerte: „Ich fühlte eine große Verwandtschaft mit Prince. Seit den sechziger und siebziger Jahren und Ihren Sam & Daves und Ihren James Browns ist er einer der größten Show-Leute, die es gibt“. Madonna schrieb bei Instagram, Prince habe die Welt verändert und sei ein wahrer Visionär gewesen. Elton John meldete sich ebenfalls bei Instagram und meinte: „Der beste Künstler, den ich je gesehen habe. Ein wahres Genie. Musikalisch jedem von uns weit voraus.“ Mark Knopfler sagte: „Er war ein vielseitiger Songwriter, Sänger, Instrumentalist und Produzent, der so vielen große Freude bereitete“. Michael Jordan meinte: „In einer Welt kreativer Künstler war Prince ein Genie. Sein Einfluss nicht nur auf die Musik, sondern auch auf die Kultur ist wirklich nicht messbar“, und Katy Perry schrieb: „Und einfach so...hat die Welt viel Magie verloren“. Mick Jagger meinte: „Prince war ein revolutionärer Künstler sowie ein wunderbarer Musiker und Komponist. Seine Texte waren originell und er war ein exzellenter Gitarrist. Sein Talent war unerschöpflich. Er gehörte zu den herausragendsten Künstlern der letzten 30 Jahre.“ Zudem äußerten sich unter anderem Aretha Franklin, Dwayne Johnson, Eric Clapton, Keith Richards, Kevin Bacon, Magic Johnson, Olivia Wilde, Paul McCartney, Reese Witherspoon, Russell Crowe, Samuel L. Jackson, Slash und Susan Sarandon.
The Recording Academy, die jedes Jahr die Grammy Awards verleiht, schrieb: „Niemals konformistisch hat er unsere musikalische Landschaft neu definiert und für immer verändert. Prince war ein Original, das so viele beeinflusst hat, und sein Erbe wird für immer fortleben.“ Er sei einer der begabtesten Künstler aller Zeiten gewesen.
Prince starb am 90. Geburtstag der Queen, weswegen unter anderem die Niagarafälle lilafarben angestrahlt wurden. Fälschlicherweise wurde in verschiedenen Massenmedien berichtet, dieses sei zu Ehren des Musikers geschehen, was nicht den Tatsachen entsprach; das Vorhaben wurde bereits eine Woche zuvor angekündigt, weil die Farbe Lila unter anderem mit den Royals assoziiert wird. Erst als Prince’ Tod im Laufe des Tages vom 21. April 2016 bekannt wurde, teilten die Organisatoren spontan mit, die Niagarafälle auch zu Ehren des Musikers lila anzustrahlen.
Kurz nach Prince’ Tod kam es in vielen Ländern zum Wiedereinstieg älterer Alben und Songs des Musikers in den internationalen Hitparaden; beispielsweise konnten sich in Deutschland sieben Alben und vier Singles postum in den Top 100 platzieren. In den USA wurden vom 21. April bis zum 28. April 2016 insgesamt 4,41 Millionen Prince-Alben verkauft und im Mai stellte Prince postum einen neuen Rekord auf; innerhalb einer Woche waren 19 seiner Alben gleichzeitig in den Billboard 200 vertreten, was zuvor keinem Künstler gelang. Zudem waren fünf seiner Alben in den Top Ten zu finden, was zuvor ebenfalls noch kein Künstler schaffte. Vor Prince hielten The Beatles im Jahr 2004 mit 13 Alben gleichzeitig in den Top 200 den Rekord.
2017 nahm das US-amerikanische Unternehmen Pantone LLC einen violetten Farbton zu Ehren des Musikers mit Namen seines Pseudonyms „Love Symbol #2“ von 1993 bis 2000 offiziell ins Farbregister auf. Am 26. September 2018 verlieh die University of Minnesota einen Ehrendoktor an Prince für seinen Einfluss auf die internationale Musikszene sowie auf seine Heimatstadt Minneapolis, und am 29. Oktober 2019 veröffentlichte der Heyne Verlag das Buch The Beautiful Ones – Die unvollendete Autobiografie, an der Prince in den letzten drei Monaten seines Lebens noch mitgearbeitet hatte.
Anlässlich der Grammy Awards 2020 fand am 28. Januar im Los Angeles Convention Center in Los Angeles ein Tribut-Konzert für Prince statt, bei dem unter anderem Chris Martin, Earth, Wind and Fire, Foo Fighters, John Legend, Mavis Staples, Misty Copeland, Sheila E., Susanna Hoffs, The Revolution, The Time und Usher auftraten. Das Konzert wurde am 21. April 2020, dem vierten Todestag von Prince, im US-Fernsehen ausgestrahlt.
Am 7. Mai 2021 gab der französische Fußballverein Paris Saint-Germain bekannt, mit The Prince Estate zusammenzuarbeiten und veröffentlichte mit Partyman (1989) eine limitierte Vinyl-Single sowie eine Streetwear-Kollektion. 2023 wählte ihn der Rolling Stone auf Platz 14 der 100 größten Gitarristen aller Zeiten sowie auf Platz 16 der 100 größten Sänger aller Zeiten. Ende Oktober 2024 aktualisierte das Wirtschaftsmagazin Forbes seine Liste der „Bestbezahlten toten Prominenten“, in der Prince mit Einnahmen von 35 Millionen US-Dollar auf Platz sechs rangiert.

### Auszeichnungen
Prince erhielt zu Lebzeiten einen Oscar und wurde 37 Mal für Grammy Awards nominiert, von denen er sieben gewann. Außerdem erhielt er unter anderem sieben BRIT Awards, fünf American Music Awards, vier MTV Video Music Awards, zwei World Music Awards und einen Golden Globe Award. Zudem wurde er 2004 in die Rock and Roll Hall of Fame, 2006 in die UK Music Hall of Fame und postum 2024 in die Songwriters Hall of Fame aufgenommen. Außerdem bekam Prince im Jahr 2025 den Grammy Lifetime Achievement Award.

## Diskografie
Studioalben (Auswahl)

| Jahr                               | Titel Pseudonym                                                                      | Höchstplatzierung, Gesamtwochen, AuszeichnungChartplatzierungen (Jahr, Titel, Pseudonym, Platzierungen, Wochen, Auszeichnungen, Anmerkungen) | Höchstplatzierung, Gesamtwochen, AuszeichnungChartplatzierungen (Jahr, Titel, Pseudonym, Platzierungen, Wochen, Auszeichnungen, Anmerkungen) | Höchstplatzierung, Gesamtwochen, AuszeichnungChartplatzierungen (Jahr, Titel, Pseudonym, Platzierungen, Wochen, Auszeichnungen, Anmerkungen) | Höchstplatzierung, Gesamtwochen, AuszeichnungChartplatzierungen (Jahr, Titel, Pseudonym, Platzierungen, Wochen, Auszeichnungen, Anmerkungen) | Höchstplatzierung, Gesamtwochen, AuszeichnungChartplatzierungen (Jahr, Titel, Pseudonym, Platzierungen, Wochen, Auszeichnungen, Anmerkungen) | Höchstplatzierung, Gesamtwochen, AuszeichnungChartplatzierungen (Jahr, Titel, Pseudonym, Platzierungen, Wochen, Auszeichnungen, Anmerkungen) | Anmerkungen |
| Jahr                               | Titel Pseudonym                                                                      | DE | AT | CH | UK | US | R&B | Anmerkungen |
| ---------------------------------- | ------------------------------------------------------------------------------------ | --- | --- | --- | --- | --- | --- | --- |
| 1978                               | For You Prince                                                                       | — | — | — | — | US138 a (6 Wo.)US | R&B21 (24 Wo.)R&B | Erstveröffentlichung: 7. April 1978 Verkäufe: + 950.000                                                              |
| 1979                               | Prince                                                                               | — | — | CH92 a (1 Wo.)CH | UK— SilberUK | US22 Platin · (33 Wo.)US | R&B3 (31 Wo.)R&B | Erstveröffentlichung: 19. Oktober 1979 Verkäufe: + 2.080.000                                                         |
| 1980                               | Dirty Mind Prince                                                                    | — | — | CH79 a (1 Wo.)CH | UK61 a (1 Wo.)UK | US45 Gold · (54 Wo.)US | R&B7 (31 Wo.)R&B | Erstveröffentlichung: 8. Oktober 1980 Verkäufe: + 1.540.000                                                          |
| 1981                               | Controversy Prince                                                                   | — | — | — | UK— GoldUK | US21 Platin · (66 Wo.)US | R&B3 (35 Wo.)R&B | Erstveröffentlichung: 14. Oktober 1981 Verkäufe: + 2.320.000                                                         |
| 1982                               | 1999 / 1999 Super Deluxe Prince                                                      | DE37 b (1 Wo.)DE | AT72 b (1 Wo.)AT | CH26 b (4 Wo.)CH | UK28 a Platin · (26 Wo.)UK | US7 a ×4Vierfachplatin · (163 Wo.)US | R&B4 (94 Wo.)R&B | Erstveröffentlichung: 27. Oktober 1982 1999 Super Deluxe: 29. November 2019 Verkäufe: + 7.010.000                    |
| 1984                               | Purple Rain / Purple Rain Deluxe Prince and The Revolution / Prince                  | DE5 ×3Dreifachgold · (54 Wo.)DE | AT8 Gold · (28 Wo.)AT | CH7 Platin · (39 Wo.)CH | UK4 a ×2Doppelplatin · (107 Wo.)UK | US1 (24) ×3Diamant + Dreifachplatin · (167 Wo.)US                                                                                            | R&B1 (19) (57 Wo.)R&B | Erstveröffentlichung: 25. Juni 1984 Purple Rain Deluxe: 23. Juni 2017 Verkäufe: + 25.000.000                         |
| 1985                               | Around the World in a Day Prince and The Revolution                                  | DE10 (24 Wo.)DE | AT7 (6 Wo.)AT | CH8 (11 Wo.)CH | UK5 Gold · (21 Wo.)UK | US1 (3) ×2Doppelplatin · (44 Wo.)US | R&B4 (43 Wo.)R&B | Erstveröffentlichung: 22. April 1985 Verkäufe: + 5.000.000                                                           |
| 1986                               | Parade Prince and The Revolution                                                     | DE6 Gold · (28 Wo.)DE | AT7 Gold · (14 Wo.)AT | CH2 Gold · (17 Wo.)CH | UK4 Platin · (28 Wo.)UK | US3 Platin · (29 Wo.)US | R&B2 (26 Wo.)R&B | Erstveröffentlichung: 31. März 1986 Verkäufe: + 4.560.000                                                            |
| 1987                               | Sign “☮” the Times / Sign o’ the Times Super Deluxe Prince                           | DE3 c Gold · (29 Wo.)DE | AT2 (28 Wo.)AT | CH1 (1) Gold · (27 Wo.)CH | UK4 Platin · (37 Wo.)UK | US6 Platin · (59 Wo.)US | R&B4 (49 Wo.)R&B | Erstveröffentlichung: 30. März 1987 Sign o’ the Times Super Deluxe: 25. September 2020 Verkäufe: + 5.250.000         |
| 1988                               | Lovesexy Prince                                                                      | DE4 Gold · (24 Wo.)DE | AT3 Gold · (28 Wo.)AT | CH1 (2) Gold · (12 Wo.)CH | UK1 (1) Platin · (36 Wo.)UK | US11 Gold · (21 Wo.)US | R&B5 (17 Wo.)R&B | Erstveröffentlichung: 6. Mai 1988 Verkäufe: + 3.390.000                                                              |
| 1989                               | Batman Prince                                                                        | DE3 Gold · (25 Wo.)DE | AT3 (20 Wo.)AT | CH1 (2) Gold · (19 Wo.)CH | UK1 (1) Platin · (23 Wo.)UK | US1 (6) ×2Doppelplatin · (36 Wo.)US | R&B5 (29 Wo.)R&B | Erstveröffentlichung: 19. Juni 1989 Verkäufe: + 6.680.000                                                            |
| 1990                               | Graffiti Bridge Prince                                                               | DE4 (14 Wo.)DE | AT8 (9 Wo.)AT | CH2 Gold · (9 Wo.)CH | UK1 (1) Gold · (8 Wo.)UK | US6 Gold · (24 Wo.)US | R&B6 (21 Wo.)R&B | Erstveröffentlichung: 20. August 1990 Verkäufe: + 2.550.000                                                          |
| 1991                               | Diamonds and Pearls / Diamonds and Pearls Deluxe Prince and The New Power Generation | DE8 Platin · (57 Wo.)DE | AT4 Platin · (33 Wo.)AT | CH3 Platin · (33 Wo.)CH | UK2 ×3Dreifachplatin · (61 Wo.)UK | US3 ×2Doppelplatin · (47 Wo.)US | R&B1 (1) (43 Wo.)R&B | Erstveröffentlichung: 27. September 1991 Diamonds and Pearls Deluxe: 27. Oktober 2023 Verkäufe: + 7.100.000          |
| 1992                               | Love Symbol Prince and The New Power Generation                                      | DE5 (19 Wo.)DE | AT1 (1) Gold · (16 Wo.)AT | CH4 Gold · (12 Wo.)CH | UK1 (1) Platin · (21 Wo.)UK | US5 Platin · (35 Wo.)US | R&B8 (35 Wo.)R&B | Erstveröffentlichung: 2. Oktober 1992 Verkäufe: + 3.090.000                                                          |
| 1994                               | Come Prince                                                                          | DE9 (11 Wo.)DE | AT4 (10 Wo.)AT | CH4 (13 Wo.)CH | UK1 (1) Gold · (9 Wo.)UK | US15 Gold · (10 Wo.)US | R&B2 (13 Wo.)R&B | Erstveröffentlichung: 15. August 1994 Verkäufe: + 1.270.000                                                          |
| 1994                               | Black Album Prince                                                                   | DE49 (9 Wo.)DE | AT7 (8 Wo.)AT | CH8 (11 Wo.)CH | UK36 (5 Wo.)UK | US47 (11 Wo.)US | R&B18 (13 Wo.)R&B | Erstveröffentlichung: 21. November 1994 Verkäufe: + 820.000                                                          |
| 1995                               | The Gold Experience Symbol                                                           | DE24 (8 Wo.)DE | AT28 (6 Wo.)AT | CH7 (8 Wo.)CH | UK4 Gold · (13 Wo.)UK | US6 Gold · (9 Wo.)US | R&B2 (18 Wo.)R&B | Erstveröffentlichung: 25. September 1995 Verkäufe: + 1.130.000                                                       |
| 1996                               | Chaos and Disorder Symbol                                                            | DE42 (8 Wo.)DE | AT17 (9 Wo.)AT | CH21 (9 Wo.)CH | UK14 (5 Wo.)UK | US26 (4 Wo.)US | — | Erstveröffentlichung: 9. Juli 1996 Verkäufe: + 450.000                                                               |
| 1996                               | Emancipation Symbol                                                                  | DE21 (10 Wo.)DE | AT13 (9 Wo.)AT | CH1 (1) (11 Wo.)CH | UK18 Gold · (7 Wo.)UK | US11 ×2Doppelplatin · (21 Wo.)US | R&B6 (26 Wo.)R&B | Erstveröffentlichung: 19. November 1996 Verkäufe: + 2.752.000                                                        |
| 1998                               | Crystal Ball / Kamasutra Symbol / The NPG Orchestra                                  | DEn. v.DE | ATn. v.AT | CHn. v.CH | UKn. v.UK | US62 (5 Wo.)US | R&B59 (4 Wo.)R&B | Erstveröffentlichung: 29. Januar 1998 Verkäufe: + 175.000                                                            |
| 1998                               | The Truth Symbol                                                                     | — | — | — | — | US64 d (1 Wo.)US | R&B32 (1 Wo.)R&B | Erstveröffentlichung: 29. Januar 1998 Verkäufe: + 13.000                                                             |
| 1999                               | The Vault … Old Friends 4 Sale Prince                                                | DE44 (5 Wo.)DE | AT40 (4 Wo.)AT | CH21 (6 Wo.)CH | UK47 (1 Wo.)UK | US85 (5 Wo.)US | R&B27 (8 Wo.)R&B | Erstveröffentlichung: 24. August 1999 Verkäufe: + 300.000                                                            |
| 1999                               | Rave Un2 the Joy Fantastic Symbol                                                    | DE39 e (5 Wo.)DE | AT44 (2 Wo.)AT | CH19 (12 Wo.)CH | — | US18 Gold · (15 Wo.)US | R&B8 (16 Wo.)R&B | Erstveröffentlichung: 9. November 1999 Verkäufe: + 820.000                                                           |
| 2001                               | The Rainbow Children Prince                                                          | DE29 f (1 Wo.)DE | AT60 f (1 Wo.)AT | CH30 f (4 Wo.)CH | — | US109 (2 Wo.)US | R&B33 (7 Wo.)R&B | Erstveröffentlichung: 16. Oktober 2001 Verkäufe: + 320.000                                                           |
| 2002                               | One Nite Alone … Prince                                                              | DE*DE | AT*AT | CH*CH | UK*UK | US*US | — | Erstveröffentlichung: 14. Mai 2002 Verkäufe: + 15.000 * siehe Up All Nite with Prince: The One Nite Alone Collection |
| 2003                               | Xpectation Prince                                                                    | — | — | — | — | — | — | Erstveröffentlichung: 1. Januar 2003 Verkäufe: + 10.000                                                              |
| 2003                               | N.E.W.S Prince                                                                       | DE93 (2 Wo.)DE | — | — | — | — | — | Erstveröffentlichung: 30. Juni 2003 Verkäufe: + 60.000                                                               |
| 2004                               | Musicology Prince                                                                    | DE4 (14 Wo.)DE | AT4 (12 Wo.)AT | CH2 Gold · (17 Wo.)CH | UK3 Gold · (7 Wo.)UK | US3 ×2Doppelplatin · (26 Wo.)US | R&B3 (38 Wo.)R&B | Erstveröffentlichung: 27. März 2004 Verkäufe: + 2.830.000                                                            |
| 2004                               | The Chocolate Invasion (Download-Album) Prince                                       | — | — | — | — | — | — | Erstveröffentlichung: 29. März 2004 Verkäufe: + 10.000                                                               |
| 2004                               | The Slaughterhouse (Download-Album) Prince                                           | — | — | — | — | — | — | Erstveröffentlichung: 29. März 2004 Verkäufe: + 10.000                                                               |
| 2006                               | 3121 Prince                                                                          | DE4 (12 Wo.)DE | AT15 (8 Wo.)AT | CH1 (1) Gold · (13 Wo.)CH | UK9 Silber · (4 Wo.)UK | US1 (1) Gold · (16 Wo.)US | R&B1 (1) (24 Wo.)R&B | Erstveröffentlichung: 21. März 2006 Verkäufe: + 1.080.000                                                            |
| 2007                               | Planet Earth Prince and The New Power Generation                                     | DE7 (7 Wo.)DE | AT11 (6 Wo.)AT | CH1 (2) Gold · (10 Wo.)CH | UKn. v.UK | US3 (10 Wo.)US | R&B1 (1) (18 Wo.)R&B | Erstveröffentlichung: 15. Juli 2007 Verkäufe: + 520.000                                                              |
| 2009                               | Lotusflow3r / MPLSound / Elixer Prince / Prince / Bria Valente                       | DEn. v.DE | ATn. v.AT | CHn. v.CH | UKn. v.UK | US2 (27 Wo.)US | R&B1 (1) (67 Wo.)R&B | Erstveröffentlichung: 24. März 2009 Verkäufe: + 700.000                                                              |
| 2010                               | 20Ten Prince                                                                         | DE* gDE | AT* gAT | CH* gCH | UK* hUK | USn. v.US | R&Bn. v.R&B | Erstveröffentlichung: 10. Juli 2010                                                                                  |
| 2014                               | Art Official Age Prince                                                              | DE18 (5 Wo.)DE | AT8 (3 Wo.)AT | CH4 (7 Wo.)CH | UK8 (4 Wo.)UK | US5 (10 Wo.)US | R&B1 (1) (20 Wo.)R&B | Erstveröffentlichung: 26. September 2014 Verkäufe: + 350.000                                                         |
| 2014                               | Plectrumelectrum Prince & 3rdEyeGirl                                                 | DE31 (2 Wo.)DE | AT10 (2 Wo.)AT | CH8 (5 Wo.)CH | UK11 (2 Wo.)UK | US8 (4 Wo.)US | — | Erstveröffentlichung: 26. September 2014 Verkäufe: + 190.000                                                         |
| 2015                               | HITnRun Phase One Prince                                                             | DE53 i (2 Wo.)DE | AT53 a (3 Wo.)AT | CH27 a (6 Wo.)CH | UK50 (3 Wo.)UK | US48 a (7 Wo.)US | R&B4 (22 Wo.)R&B | Erstveröffentlichung: 7. September 2015 Verkäufe: + 180.000                                                          |
| 2015                               | HITnRUN Phase Two Prince                                                             | DE21 a (2 Wo.)DE | AT20 a (3 Wo.)AT | CH9 a (5 Wo.)CH | UK21 a (1 Wo.)UK | US40 a (3 Wo.)US | R&B5 (13 Wo.)R&B | Erstveröffentlichung: 12. Dezember 2015 Verkäufe: + 150.000                                                          |
| Postum veröffentlichte Studioalben |                                                                                      | | | | | | | |
|                                    |                                                                                      | | | | | | | |
| 2018                               | Piano & A Microphone 1983 Prince                                                     | DE12 (3 Wo.)DE | AT10 (3 Wo.)AT | CH6 (5 Wo.)CH | UK12 (1 Wo.)UK | US11 (2 Wo.)US | R&B7 (1 Wo.)R&B | Erstveröffentlichung: 21. September 2018 Verkäufe: + 100.000                                                         |
| 2019                               | Originals Prince                                                                     | DE26 (2 Wo.)DE | AT34 (2 Wo.)AT | CH9 (5 Wo.)CH | UK21 (2 Wo.)UK | US15 (3 Wo.)US | R&B9 (2 Wo.)R&B | Erstveröffentlichung: 7. Juni 2019 Verkäufe: + 68.000                                                                |
| 2021                               | Welcome 2 America Prince                                                             | DE3 (5 Wo.)DE | AT3 (4 Wo.)AT | CH2 (8 Wo.)CH | UK5 (1 Wo.)UK | US4 (2 Wo.)US | R&B2 (1 Wo.)R&B | Erstveröffentlichung: 30. Juli 2021 Verkäufe: + 220.000                                                              |

grau schraffiert: keine Chartdaten aus diesem Jahr verfügbar

## Filmografie
- 1984: Purple Rain
- 1986: Under the Cherry Moon – Unter dem Kirschmond
- 1987: Prince – Sign O’ the Times
- 1990: Graffiti Bridge

## Dokumentation
- 1991: The Prince of Paisley Park. Regie: Andrew Snell, BBC Documentary, Großbritannien, 60 Minuten
- 2005: Life o the Party: On the Road with Prince and the New Power Generation. Regie: James A. Curry, USA, 37 Minuten
- 2005: Prince: The Reign of the Prince of Ages. Regie: Ray Newman, MVD Entertainment Group, USA, 61 Minuten
- 2007: Prince, die glorreichen Jahre. Regie: Tom O’ Dell, Pop Twist Entertainment, Großbritannien, 86 Minuten
- 2014: Slave Trade: How Prince Re-Made the Music Business. Regie: Elio Espana, Prism Films, Großbritannien, 151 Minuten
- 2017: The Prince Story: Icon, Genius… Slave. Regie: Marion Milne, ITV Studios, Großbritannien, 125 Minuten
- 2018: Prince – Sexy Mother F*****. Regie: Oliver Schwabe, Intact Produktion & Verlag, Deutschland, 50 Minuten
- 2019: The Last 24 Hours: Prince. Regie: Jordan Hill, Entertain Me Productions, Großbritannien, 62 Minuten
- 2023: Prince: My Name Is. Regie: Nick Randall, Entertainment UK – Legacy Distribution, Großbritannien, 42 Minuten
- 2023: Prince: The Final Secret. Regie: Randy Martin, AMS Pictures, USA, 60 Minuten

Im Februar 2025 sagte Netflix die Veröffentlichung einer sechsteiligen Prince-Dokumentation unter der Regie von Ezra Edelman ab. Gemäß The Prince Estate enthalte die Dokumentation „dramatische“ sachliche Ungenauigkeiten und „sensationslüsterne“ Darstellungen bestimmter Ereignisse aus seinem Leben, weswegen mit Netflix „eine gegenseitige Vereinbarung“ getroffen wurde, „einen neuen Dokumentarfilm mit exklusiven Inhalten aus Prince’ Archiv zu entwickeln und zu produzieren“.